# Barocco genovese
Il barocco genovese è la corrente artistica prevalente nella città di Genova e nel territorio ligure a partire dai primi decenni del Seicento e fino a tutta la prima metà del Settecento, ossia fino all'avvento del Neoclassicismo.

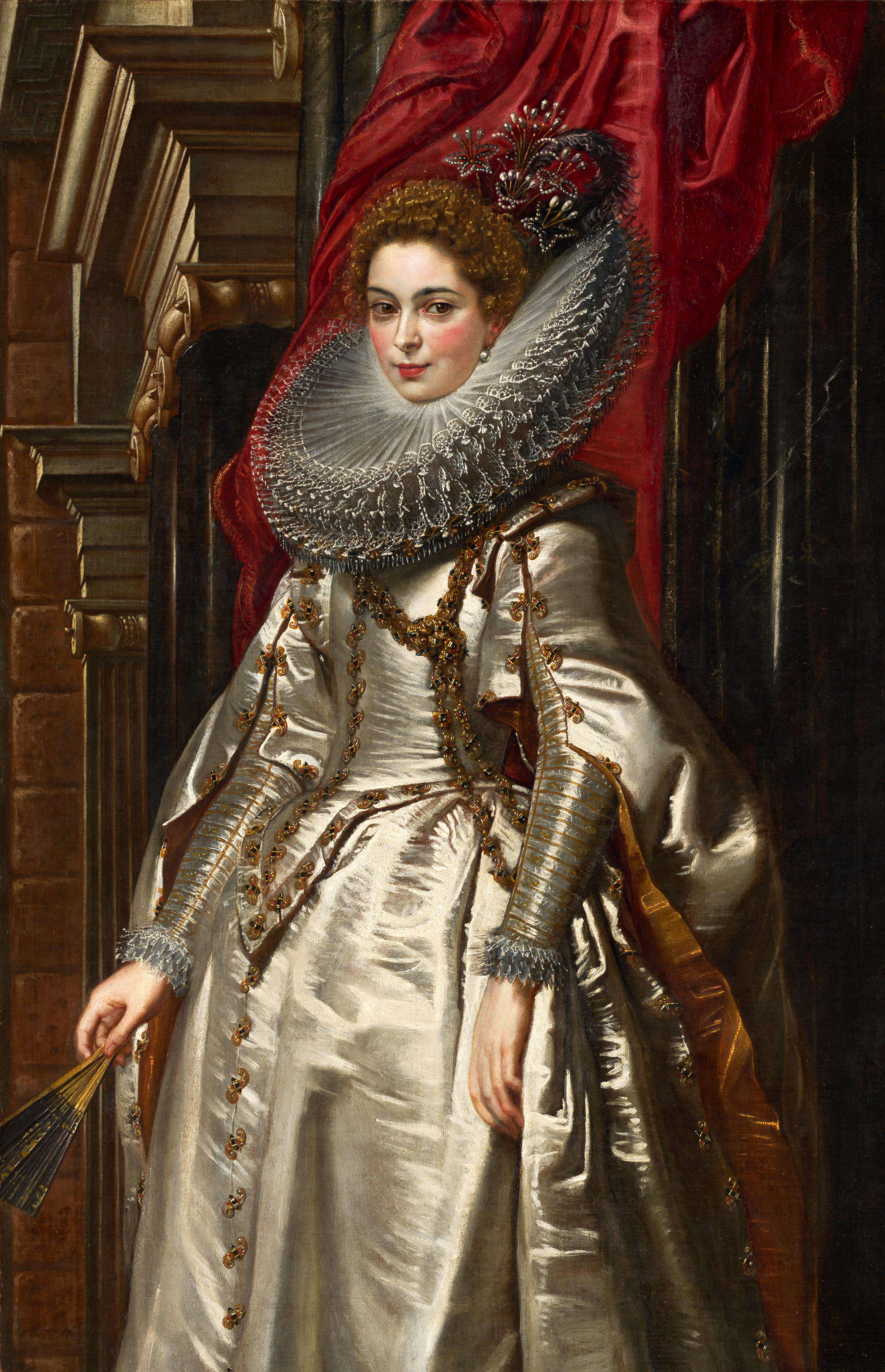
Peter Paul Rubens, Ritratto della Marchesa Brigida Spinola Doria, Washington, National Gallery of Art

## La genesi del barocco a Genova
La diffusione di questo stile che coinvolse tutte le arti, raggiungendo i suoi esiti più alti e originali in campo pittorico e scultoreo, coincise con un periodo di estrema prosperità della Repubblica di Genova. La Repubblica era guidata in questi anni da un regime oligarchico, caratterizzato da livelli elevatissimi di ricchezza concentrata nelle mani di un numero ristrettissimo di famiglie, che gareggiarono nell'ostentazione del loro straordinario potere economico anche attraverso la commissione di singole opere d'arte (quali ritratti pittorici o scultorei, pale d'altare) ma soprattutto nella costruzione e nella decorazione di edifici, in particolare i propri palazzi cittadini, le ville suburbane, le chiese gentilizie, i conventi e gli edifici religiosi sui quali esercitavano il proprio patronato. La competizione era anche nella creazione di eccezionali collezioni d'arte che arrivarono a radunare centinaia di pezzi dei più ricercati artisti, prevalentemente italiani, olandesi e spagnoli. Nel ristretto numero di queste dinastie, annoverate nelle cosiddette liste dei Rolli, si annoverano Doria, Adorno, Balbi, Spinola, Grimaldi, Lomellini, Durazzo, Pallavicini, Sauli, Negrone, Brignole-Sale, Giustiniani, Imperiale, Lercari, Cattaneo, Centurione e poche altre.

## Pittura
In campo pittorico, il barocco irrompe sulla scena genovese con il soggiorno di Peter Paul Rubens, datato fra il 1604 e il 1608. A Genova il pittore fiammingo, reduce dal soggiorno romano in cui era entrato in contatto con la pittura di Caravaggio e dei Carracci, lascia in particolare il Ritratto equestre di Giovanni Carlo Doria, 1606 (Genova, Galleria Nazionale della Liguria a Palazzo Spinola), il Ritratto della marchesa Brigida Spinola Doria, 1606 (Washington, National Gallery of Art) e La Circoncisione di Gesù, 1604 (Genova, Chiesa del Gesù). Più tarda, del 1620, è l'altra pala del Gesù, i Miracoli di Sant’Ignazio di Loyola, che Rubens inviò da Anversa dopo il suo rientro.
Per un maggior numero di anni vi soggiornò l'allievo di Rubens Antoon Van Dyck, nel 1621 e dal 1625 al 1627, quando ebbe modo di realizzare i ritratti dei rappresentanti delle più facoltose famiglie, celebrandone la posizione sociale con magniloquenti composizioni attente ai costumi e alle ambientazioni. Fra i più celebri esempi si ricordano il Ritratto equestre di Anton Giulio Brignole-Sale, il Ritratto della famiglia Lomellini, il Ritratto di Elena Cattaneo, ed il Francesco Orero in adorazione del Crocifisso alla presenza dei santi Francesco e Bernardo della chiesa di San Michele di Pagana a Rapallo.

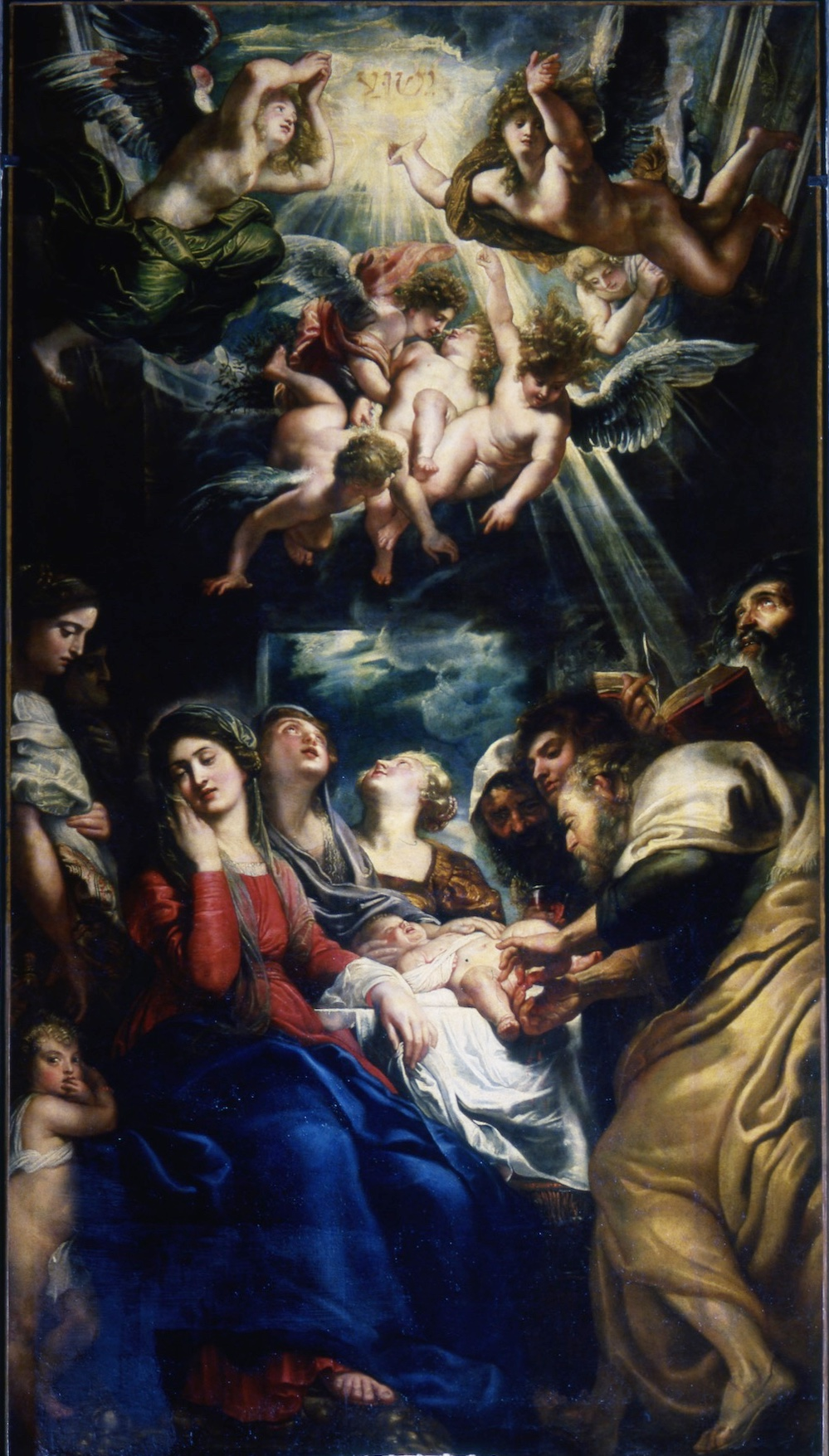
Peter Paul Rubens, Circoncisione di Gesù, Chiesa del Gesù, Genova
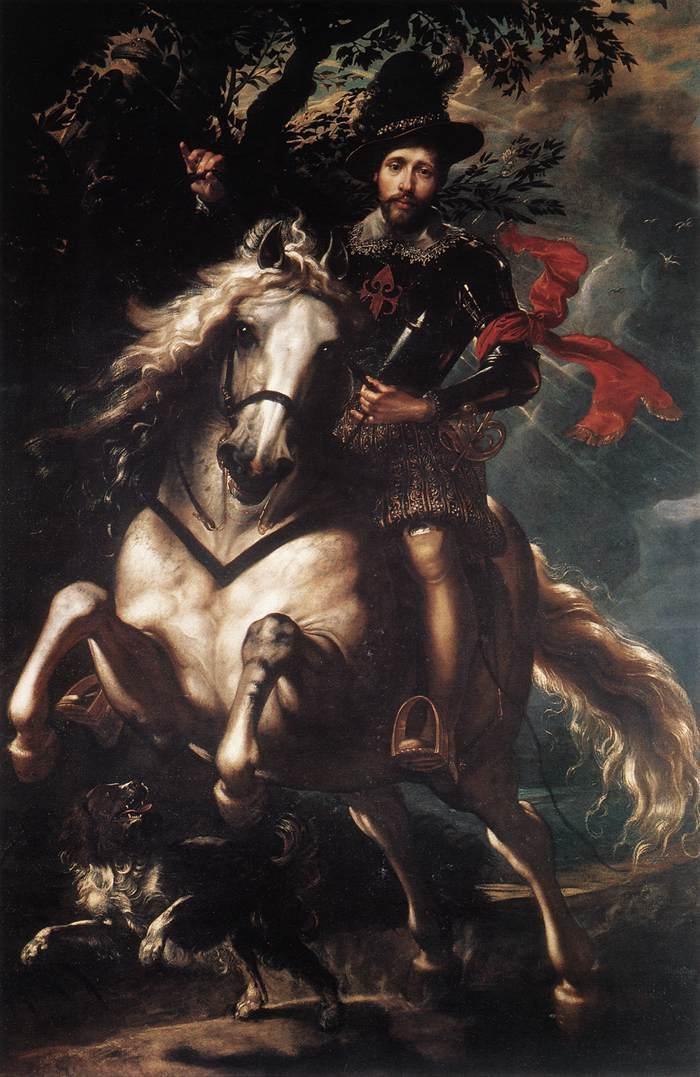
Peter Paul Rubens, Ritratto di Gio Carlo Doria, Palazzo Spinola di Pellicceria, Genova
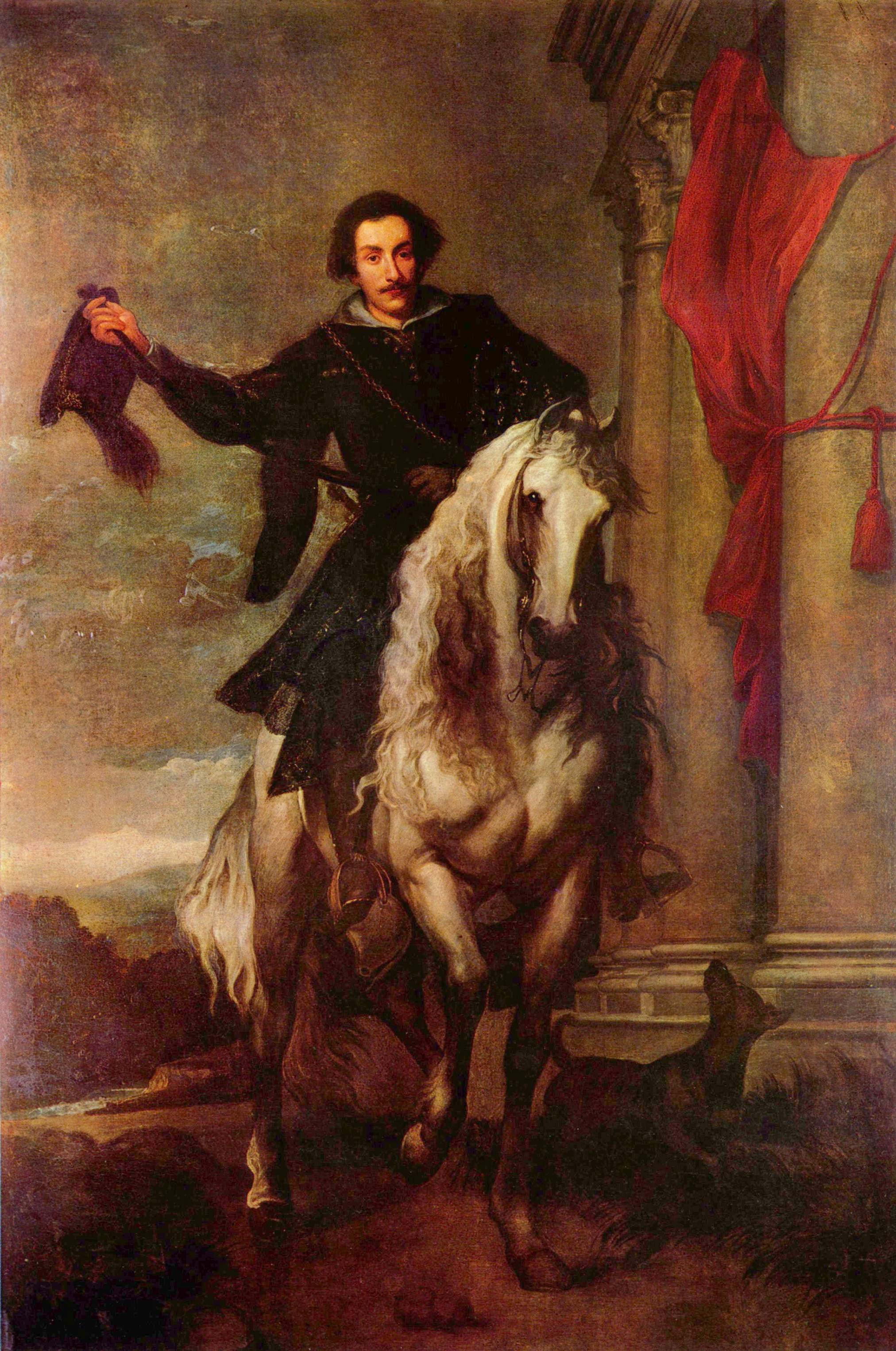
Anthonis van Dyck, Ritratto equestre di Anton Giulio Brignole-Sale
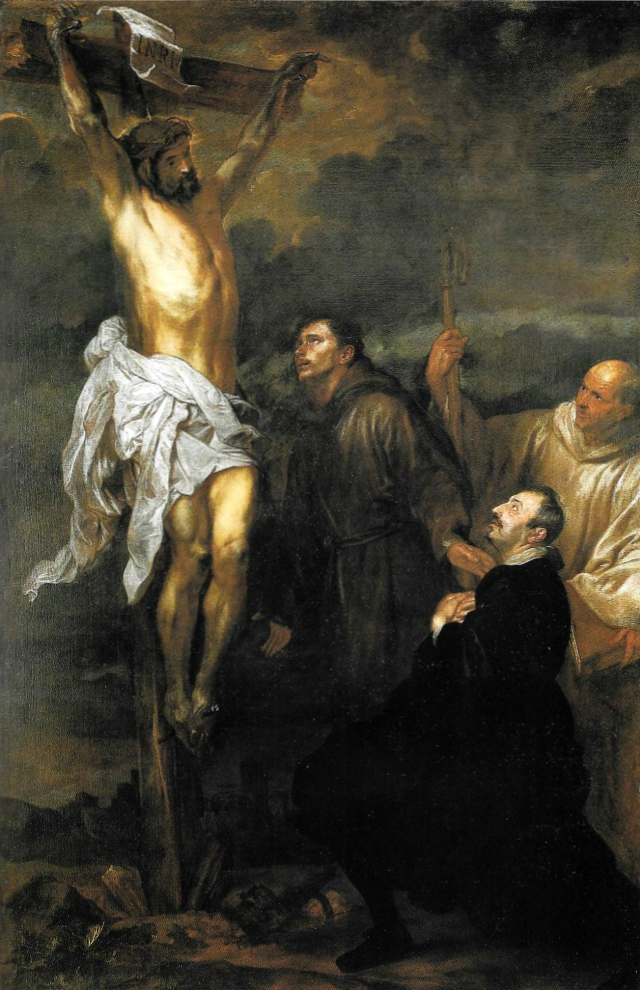
Anthonis van Dyck, Francesco Orero in adorazione del Crocifisso

Anche i maggiori autori del barocco lombardo, Giulio Cesare Procaccini, il Cerano, il Morazzone, ebbero intensi rapporti con la Superba e numerose tele di questi autori erano presenti nelle collezioni genovesi. La sola collezione di Giovan Carlo Doria (1576-1625) possedeva oltre novanta opere del Procaccini, pittore di origine emiliana le cui opere sono caratterizzate da un raffinato cromatismo e da una delicata sensibilità emozionale, che ebbe notevole influenza sulla pittura locale. Uno dei suoi maggiori capolavori, la colossale Ultima Cena dipinta a Genova nel 1618 per il refettorio dei frati minori della Santissima Annunziata del Vastato e oggi esposta nella controfacciata della basilica, testimonia l'approfondita ricerca luministica così come lo straordinario dinamismo e l'accentuata teatralità delle figure.

### Caravaggio e i caravaggeschi a Genova
Anche la corrente naturalistica del barocco, facente capo a Caravaggio, arrivò precocemente a Genova. Di Caravaggio è documentato un soggiorno genovese nel 1605, relativamente al quale tuttavia non vi sono opere certe, anche se è stato ipotizzato che risalga a quell'epoca l'Ecce Homo di Palazzo Bianco. Furono genovesi alcuni dei principali committenti del Caravaggio, il banchiere Ottavio Costa, il marchese Vincenzo Giustiniani, e Marcantonio Doria che commissionò la Sant'Orsola, opera estrema del Caravaggio che rimase a Genova dal 1610 fino all'800, mentre la prima versione, rifiutata, della Conversione di san Paolo della cappella Cerasi in Santa Maria del Popolo, dagli inizi degli anni Cinquanta del seicento fu conservata presso il palazzo Balbi Senarega fino alla fine del novecento.
Molte inoltre furono le copie tratte da Caravaggio nelle numerose collezioni, fra cui l'Incoronazione di spine della Chiesa della Certosa di S. Bartolomeo di Rivarolo, tratta dal dipinto di Palazzo degli Alberti a Prato, da alcuni critici invece ritenuta opera autografa del maestro terminata da altri. Infine numerosi dei più celebri artisti caravaggeschi soggiornarono a Genova fra cui il napoletano Battistello Caracciolo, chiamato a Genova dai fratelli Marcantonio e Gio. Carlo Doria per affrescare la villa di Sanpierdarena, oggi scomparsa; il francese Simon Vouet, anch'egli ospite a Sampierdarena della famiglia Doria, per i quali dipinse il David con la testa di Golia (1620-1622), oggi nei Musei di Strada Nuova - Palazzo Bianco; il pisano Orazio Gentileschi, convinto nel 1621 a trasferirsi nella Repubblica da Antonio Sauli, che aveva già conosciuto a Roma, di cui resta nella basilica di San Siro una celebre Annunciazione.
Gioacchino Assereto (Genova, 1600-1649), fin dalle opere giovanili dimostra il suo disinteresse per la sontuosità e magniloquenza delle coeve opere di Rubens e Van Dyck, avviando una pittura di sobrio naturalismo, sia nella scelta dei soggetti, che nella tavolozza controllata. Il Suicidio di Catone, una delle sue opere più celebri custodita a Palazzo Bianco, è un notevole esempio di resa dell'illuminazione notturna: la drammaticità della scena è esaltata dalle due sorgenti di luce, la fiaccola retta dal ragazzo in primo piano ridotto a una silhouette scura che fa risaltare il corpo nudo del protagonista, e la candela che fa emergere dalle tenebre le espressioni di sconcerto delle figure in secondo piano.
Nel voltrese Orazio De Ferrari (Voltri, 22 agosto 1606 – Genova, settembre 1657) la sintesi di un acceso naturalismo derivato dal genovese Assereto, contestualmente ad un potente colorismo ispirato a Rubens e Van Dyck, ha portato il celebre critico Roberto Longhi alla famosa definizione di "barocco naturalistico". Per le sue vigorose e drammatiche composizioni, fu particolarmente ricercato sia per grandi scene mitologiche o bibliche destinate alle sale delle dimore patrizie come la celebre Favola di Latona,  dipinta nel 1638 per il conte di Monterrey, viceré di Napoli, e il Ratto delle Sabine della collezione Zerbone, sia come autore di pale d'altare nella città di Genova e in tutta la Liguria. Una felice sintesi dell'uso drammatico delle luci di matrice caravaggesca, con il colorismo barocco del suo maestro, Bernardo Strozzi, caratterizza la pittura di un altro De Ferrari, Giovanni Andrea (Genova, 1598 – Genova, 1669).
Un altro pittore che trae ispirazione dalla pittura del Merisi è Luigi Miradori (Genova, 1605 – Cremona, 1656) detto il Genovesino. A differenza di molti dei suoi contemporanei, si dimostra pittore eccentrico scegliendo temi e rappresentazioni poco canoniche e molto personali, con una spiccata attenzione per le note di costume contemporaneo e le scene popolaresche. Lasciò precocemente Genova per Piacenza e Cremona, dove sono conservati i suoi maggiori capolavori.

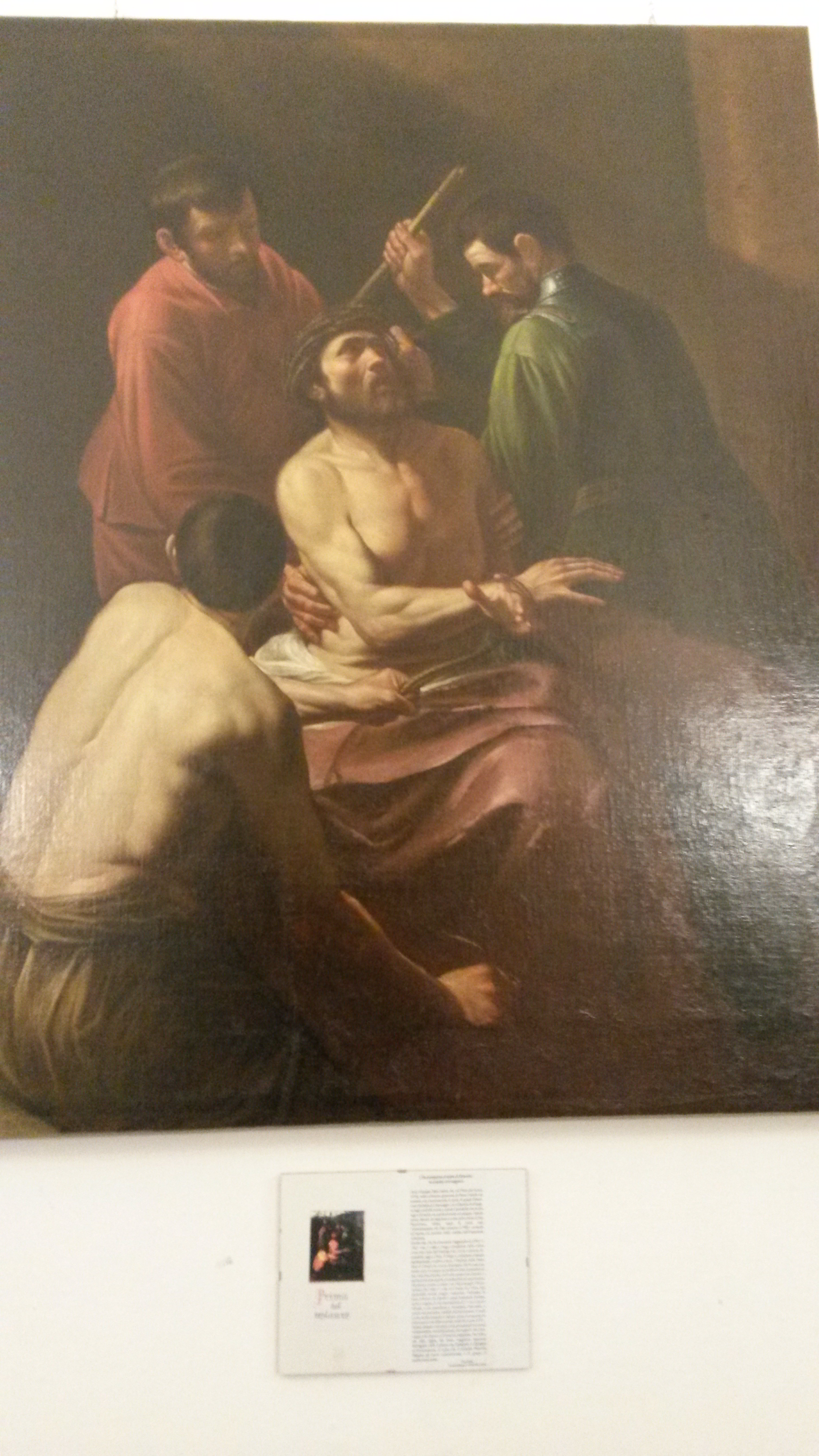
Incoronazione di spine, San Bartolomeo della Certosa, a Genova.
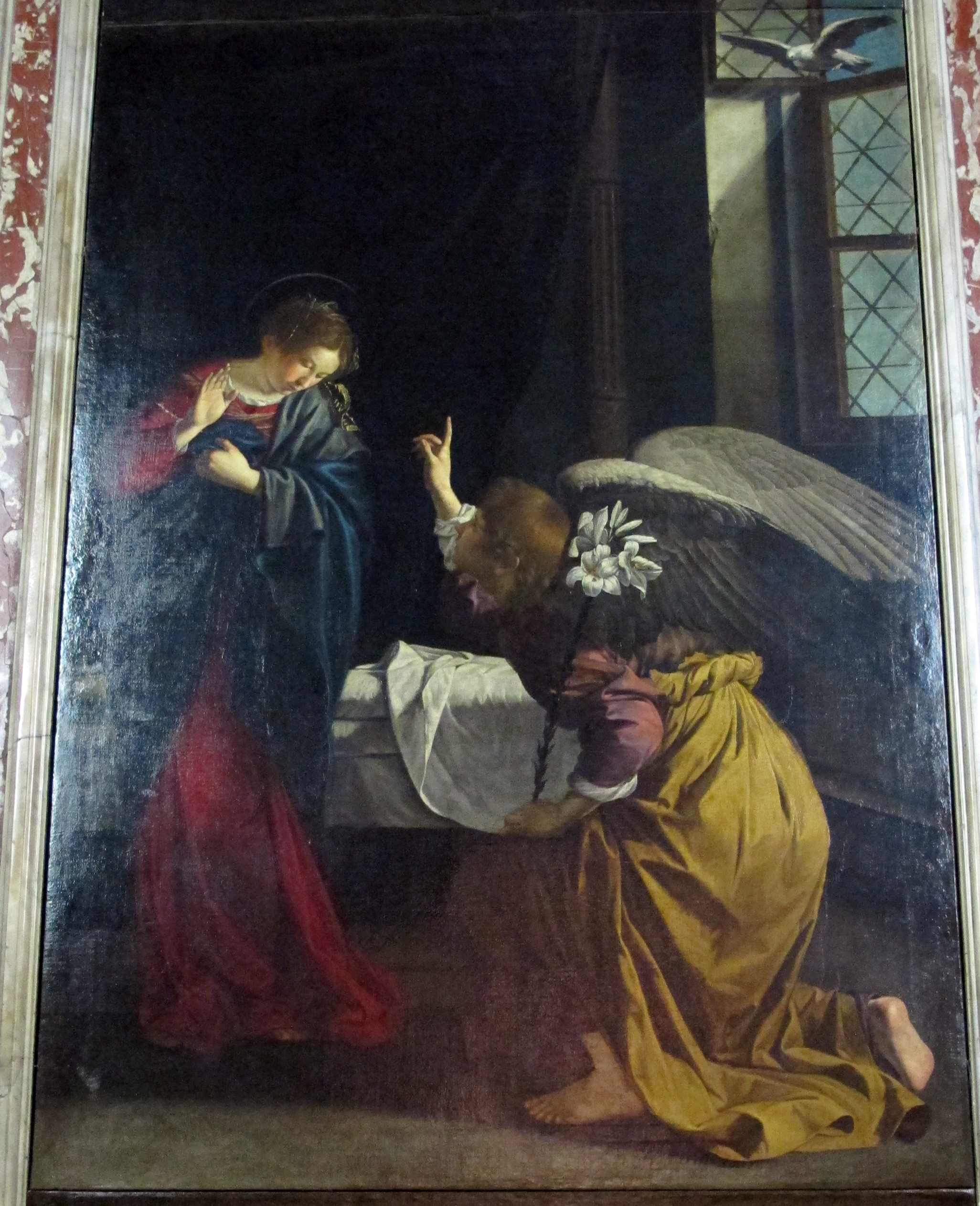
Orazio Gentileschi, Annunciazione, Basilica di San Siro.
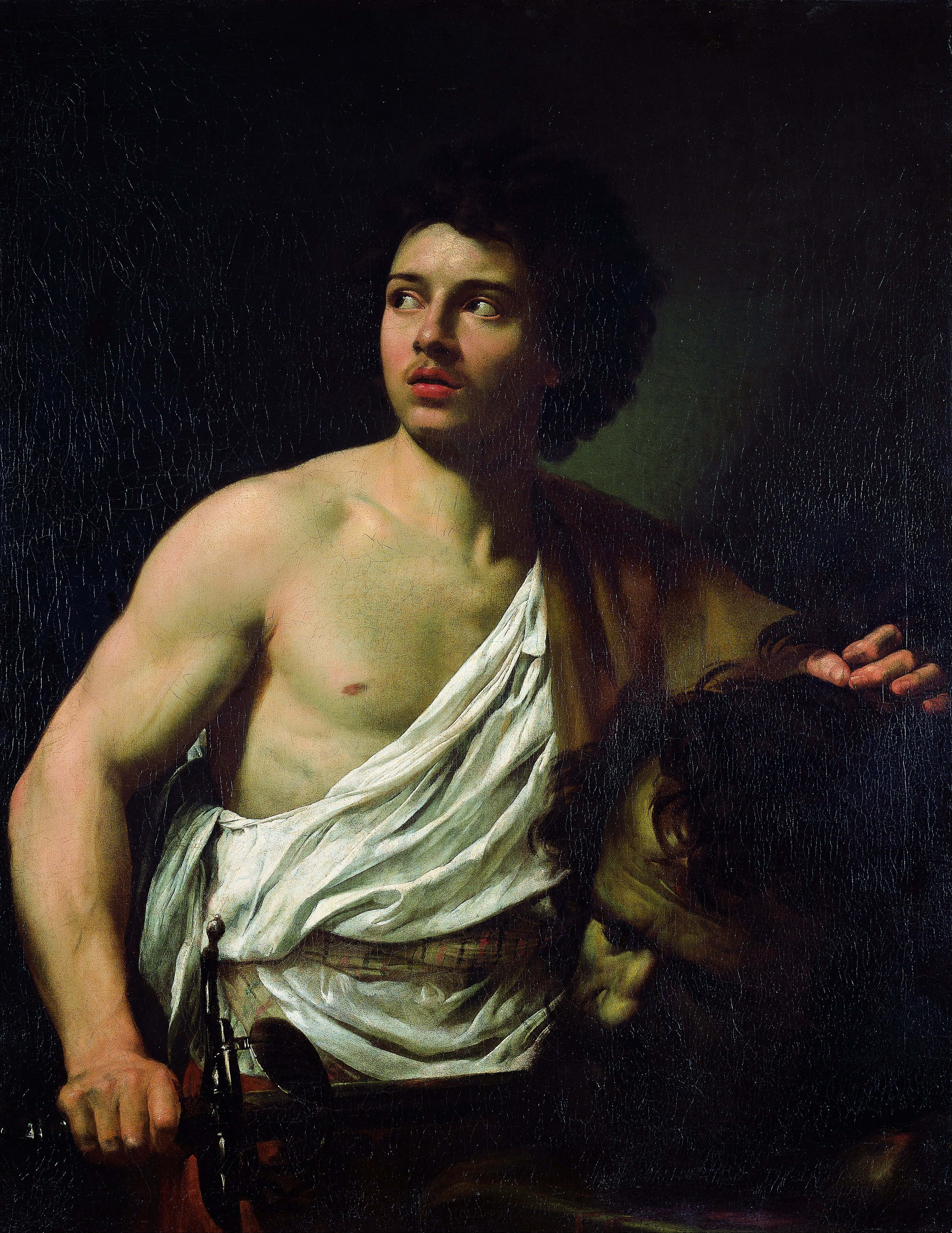
Simon Vouet, Davide con la testa di Golia, Palazzo Bianco.
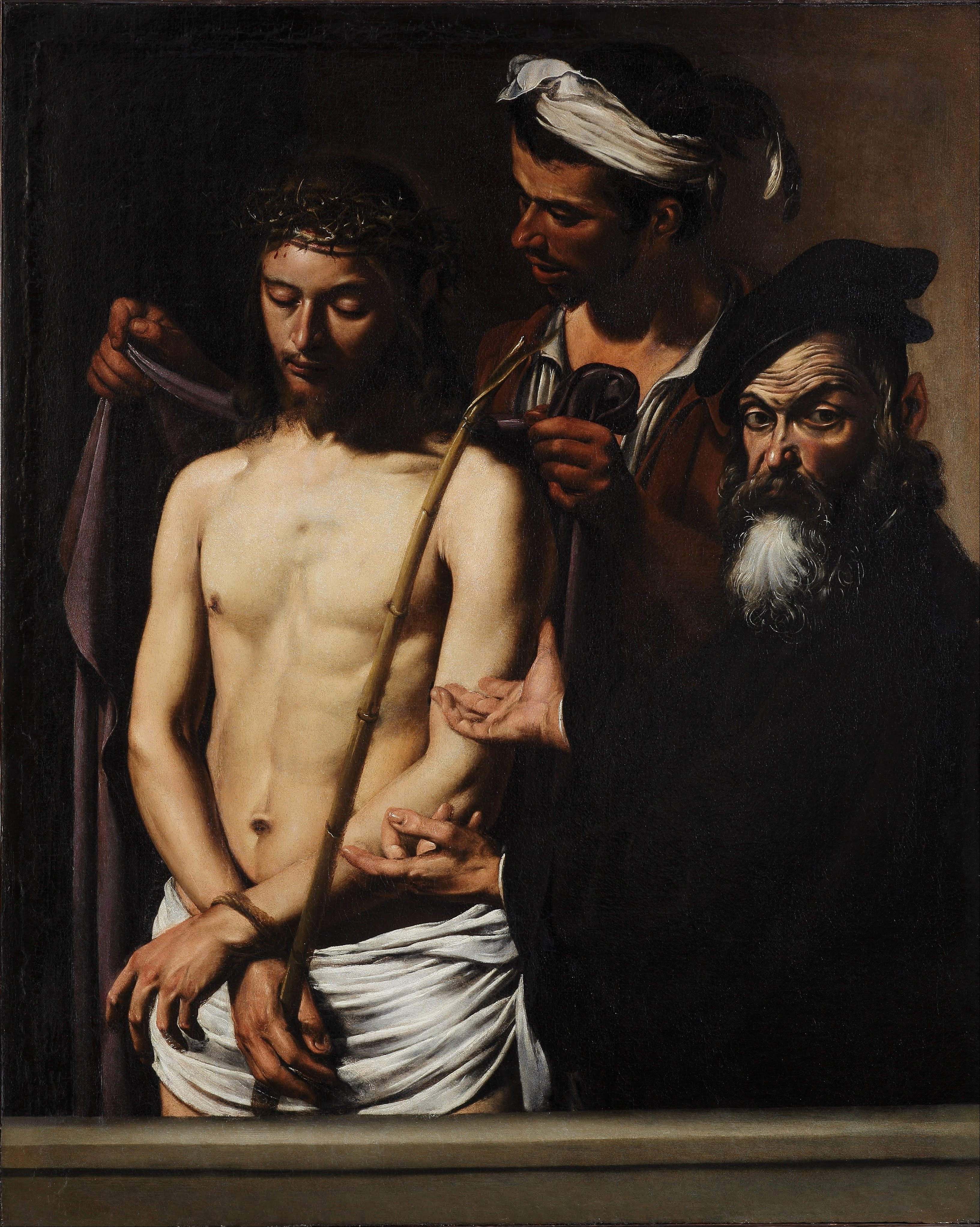
Caravaggio, Ecce Homo, Palazzo Bianco.
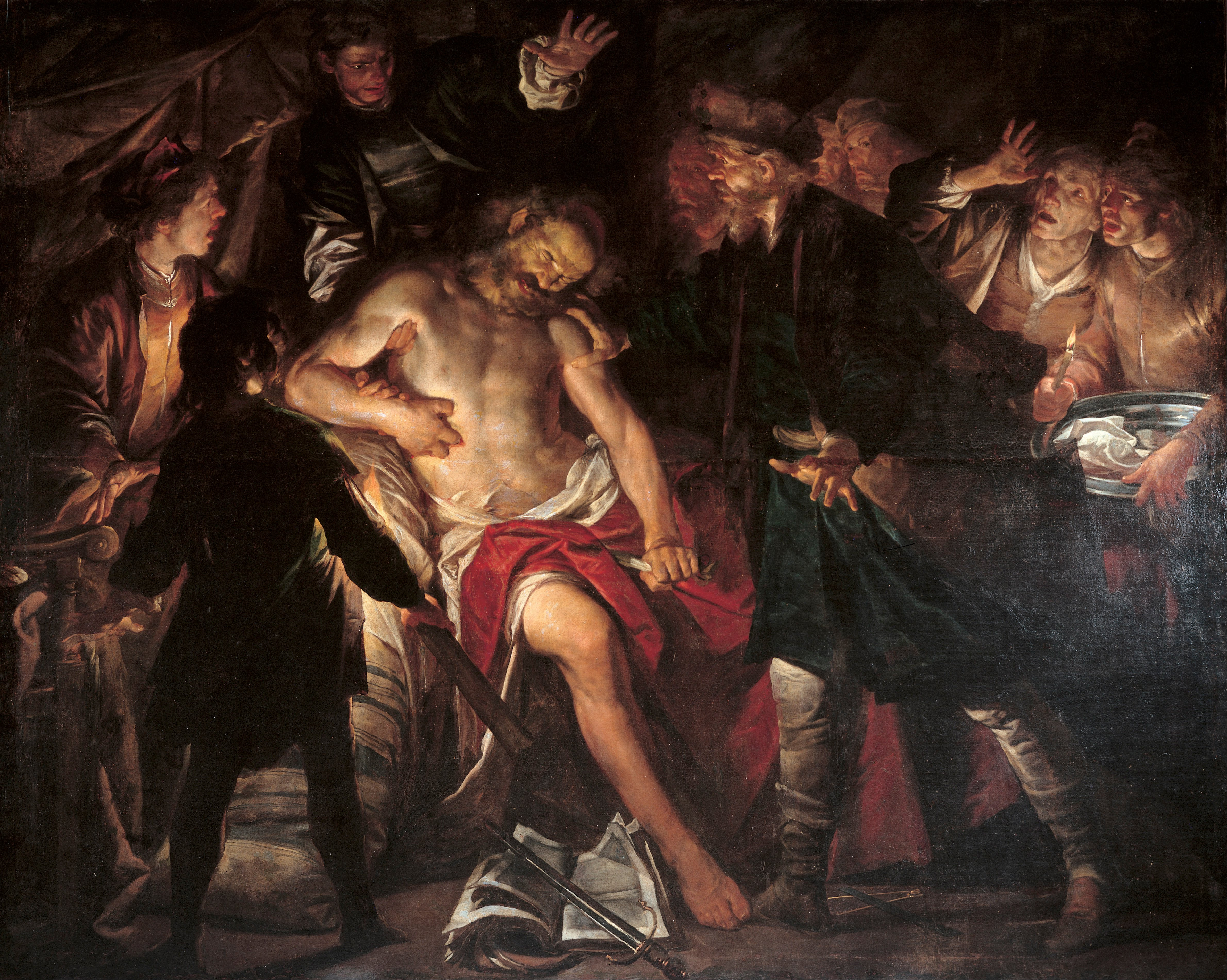
Gioacchino Assereto, Morte di Catone, Genova, Galleria di Palazzo Bianco.
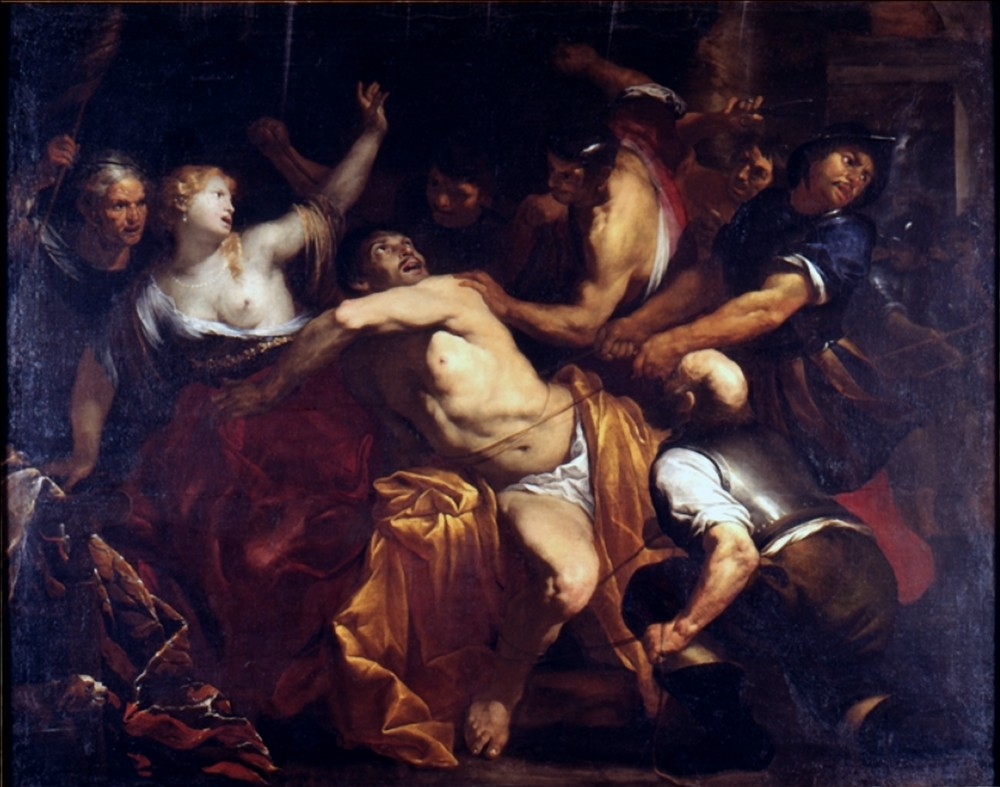
Orazio De Ferrari, Cattura di Sansone, Ascoli Piceno, Pinacoteca Civica.
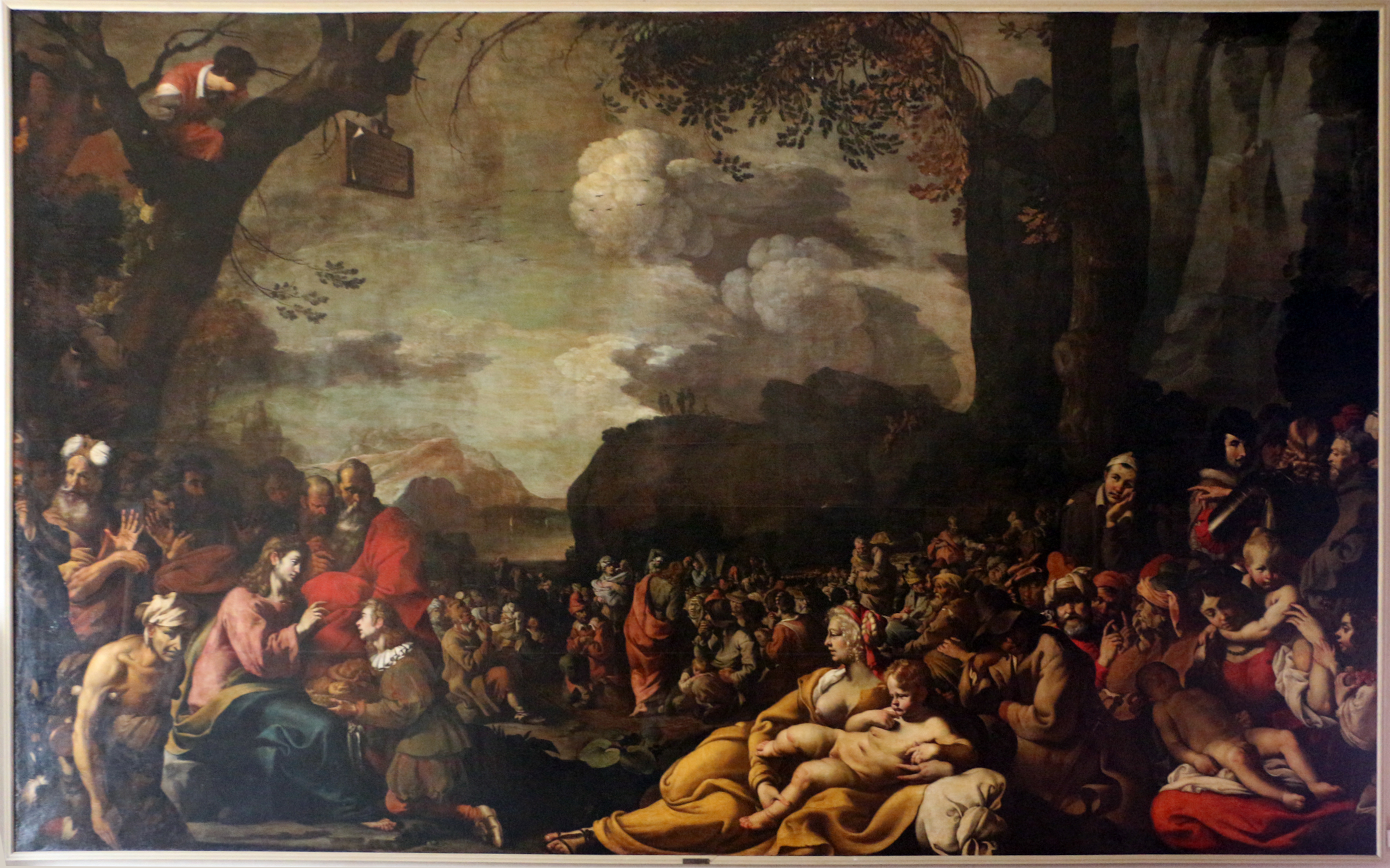
Genovesino, Moltiplicazione dei pani, Cremona, Palazzo Comunale.

### Domenico Fiasella
Fra i pittori genovesi maggiormente influenzati dal Caravaggio, ma anche dai Carracci e dal fiammingo Rubens, vi fu Domenico Fiasella (Sarzana 1589 - Genova 1669), detto "Il Sarzana" dalla sua città d'origine. L'artista, dopo una prima formazione a Genova presso la bottega di Giovanni Battista Paggi, si trasferì nel 1607 a Roma per circa un decennio, dove strinse amicizia con Orazio Gentileschi e dipinse numerose tele per il marchese genovese Vincenzo Giustiniani, già committente del Merisi. Tra le opere di questo primo periodo sono degne di nota la Resurrezione del figlio della vedova di Naim e la Guarigione del cieco nato, oggi conservati entrambi al Ringling Museum di Sarasota, in Florida. Rientrato in patria a partire dal 1616, riportò nelle numerose pale d'altare liguri "l'eloquenza retorica di una gestualità d'impronta controriformata" d'impronta carraccesca, contemporaneamente alla stridente "acutezza realistica" d'impronta caravaggesca. Qui si inseriscono a pieno titolo opere quali San Lazzaro implora la Vergine per la città di Sarzana del 1616, conservata nella Chiesa di San Lazzaro a Sarzana, la Discesa dello Spirito Santo del 1618, conservata nella chiesa di Santa Maria di Nazareth a Sestri Levante e Cena in casa del Fariseo, conservata nel Museo di Palazzo Reale a Genova.
La carriera e la produzione artistica di Domenico Fiasella fu molto fortunata e consistenze; egli infatti morì molto vecchio e divenne all'epoca il pittore più importante della repubblica genovese, instaurando anche numerosi contatti con famiglie nobiliari di territori limitrofi, come i Cybo Malaspina di Massa.

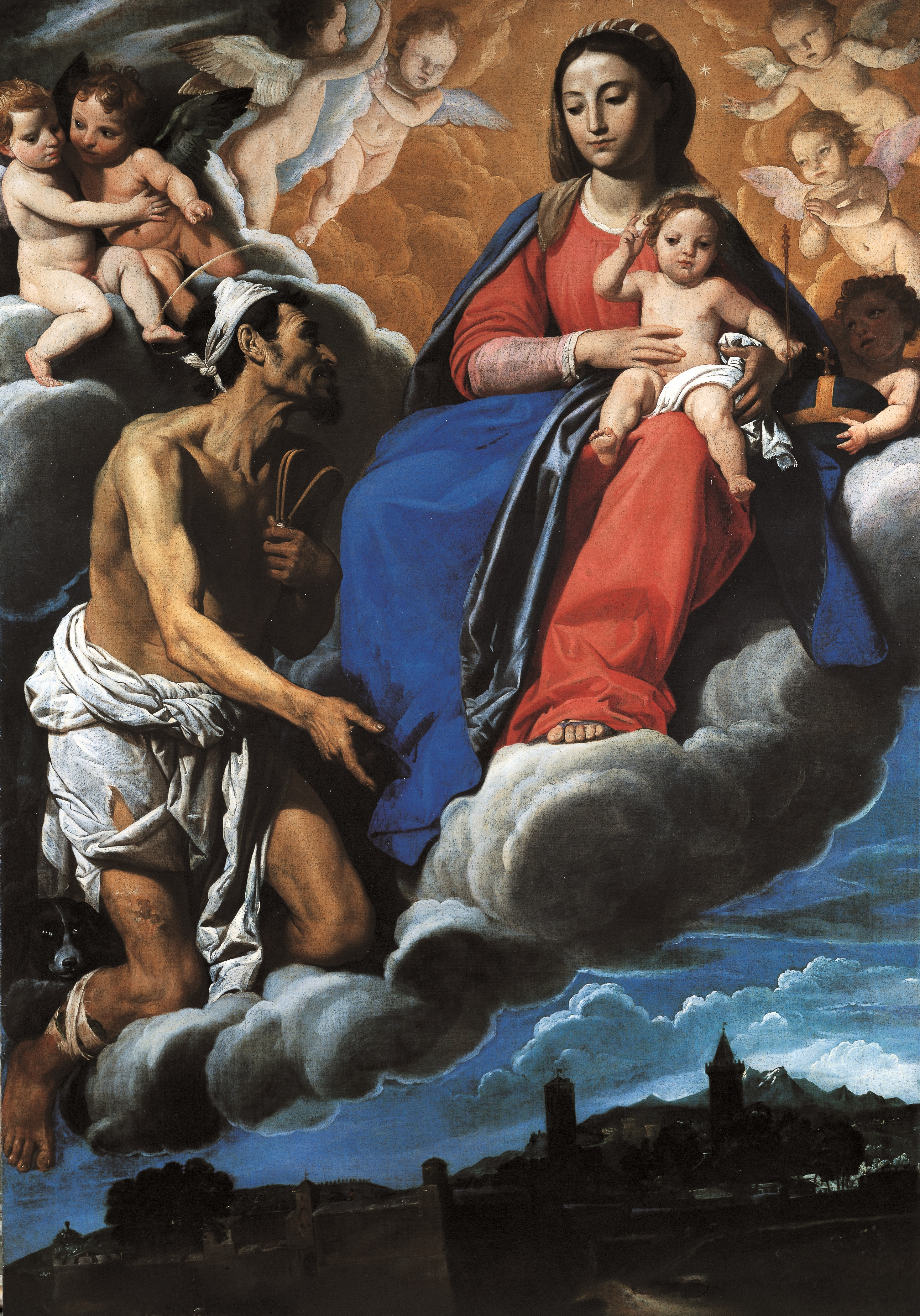
Domenico Fiasella, San Lazzaro implora la Vergine per la città di Sarzana, Sarzana, Chiesa di San Lazzaro.
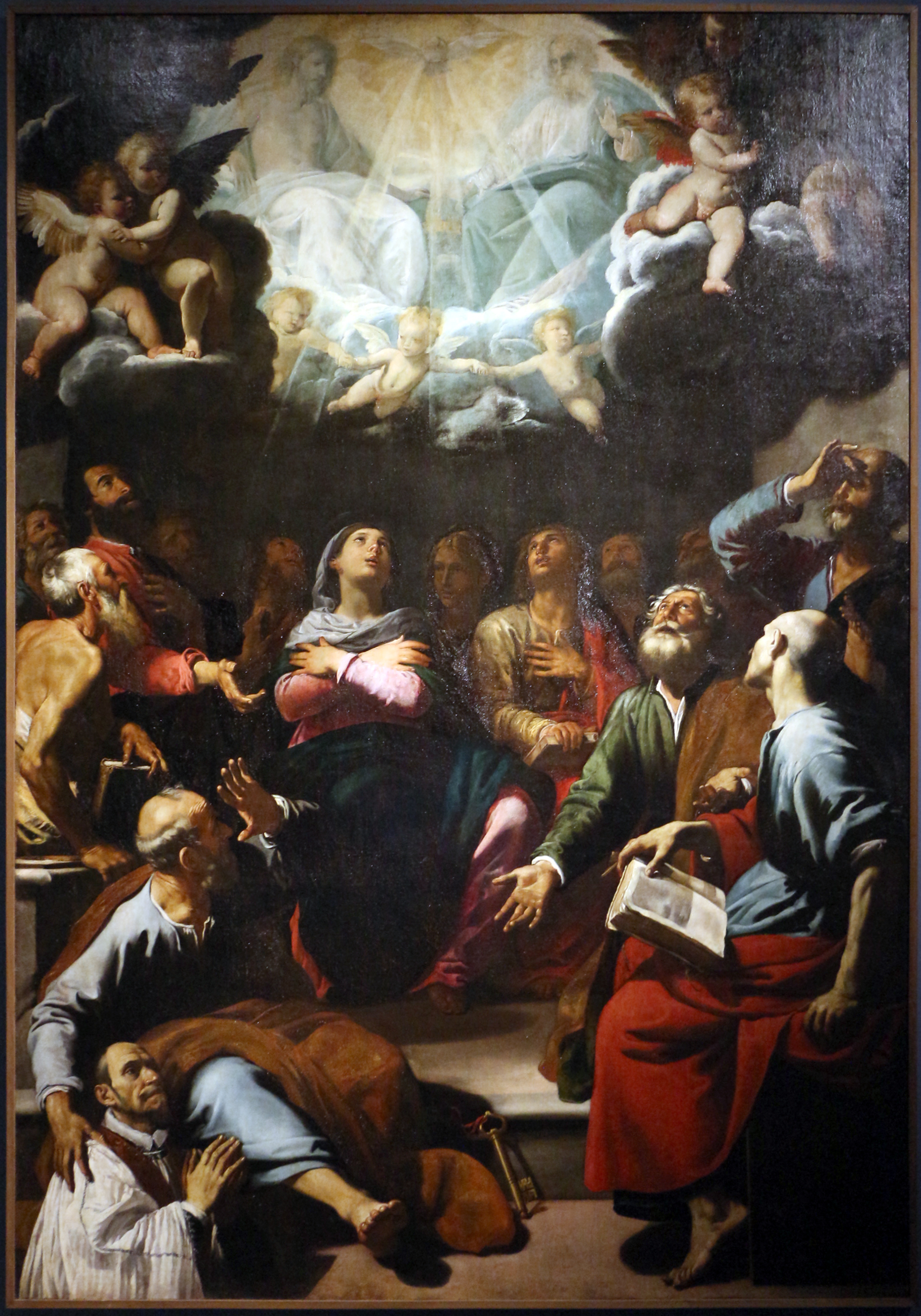
Domenico Fiasella, Discesa dello spirito santo, Sestri levante, Chiesa di Santa Maria di Nazareth.

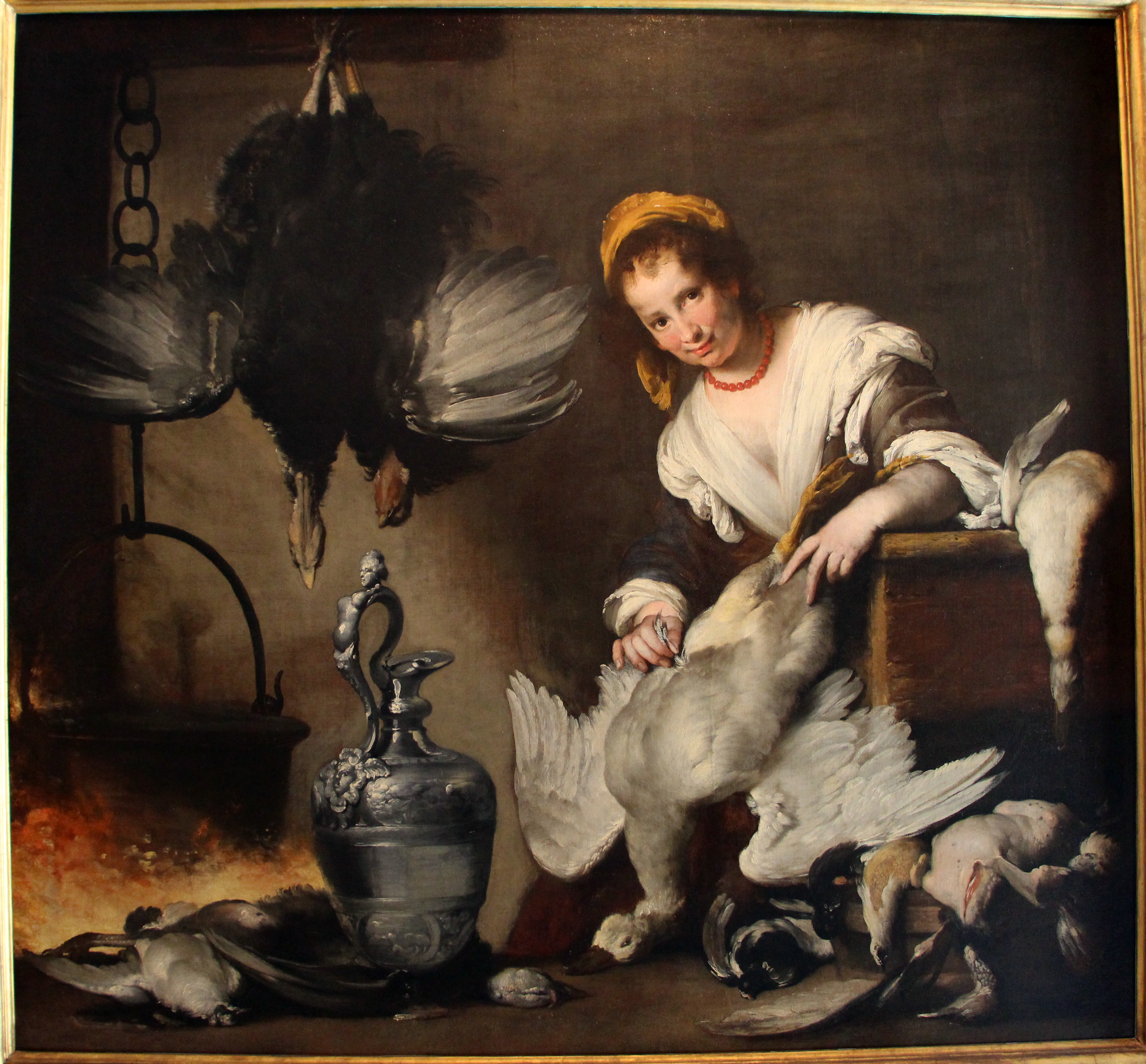
Bernardo Strozzi, La cuoca, ca. 1625, Galleria di Palazzo Rosso, Genova

### Bernardo Strozzi
Una sintesi originale delle innovazioni provenienti dai maggiori autori del primo barocco, Rubens, Caravaggio e Procaccini, si trova anche in uno dei più precoci autori del barocco genovese, Bernardo Strozzi detto il Cappuccino  (Genova, 1581 – Venezia, 1644). Dopo le prime opere di stampo ancora tardomanierista, la sua vena barocca ed eclettica si dispiegherà nella grande decorazione ad affresco, così come nelle pale d'altare e nelle scene di genere per le collezioni private. Perduta la decorazione della chiesa di san Domenico nell'attuale piazza De Ferrari, testimonianze della sua abilità di affrescatore restano oggi nella volta con l'Allegoria della Fede in Palazzo Nicolosio Lomellini, mentre sono numerose le tele destinate alle dimore patrizie, di soggetto sacro o profano, quali la celeberrima Cuoca e il Pifferaio di Palazzo Rosso, come pure le pale d'altare ed i ritratti. Dopo la fuga a Venezia dalla prigionia nel convento dei cappuccini alla quale fu condannato dal tribunale ecclesiastico, divenne uno dei pittori più apprezzati della città lagunare dove contribuì alla diffusione della poetica barocca, anche attraverso la replica di opere eseguite nella città natale.

### La grande decorazione ad affresco

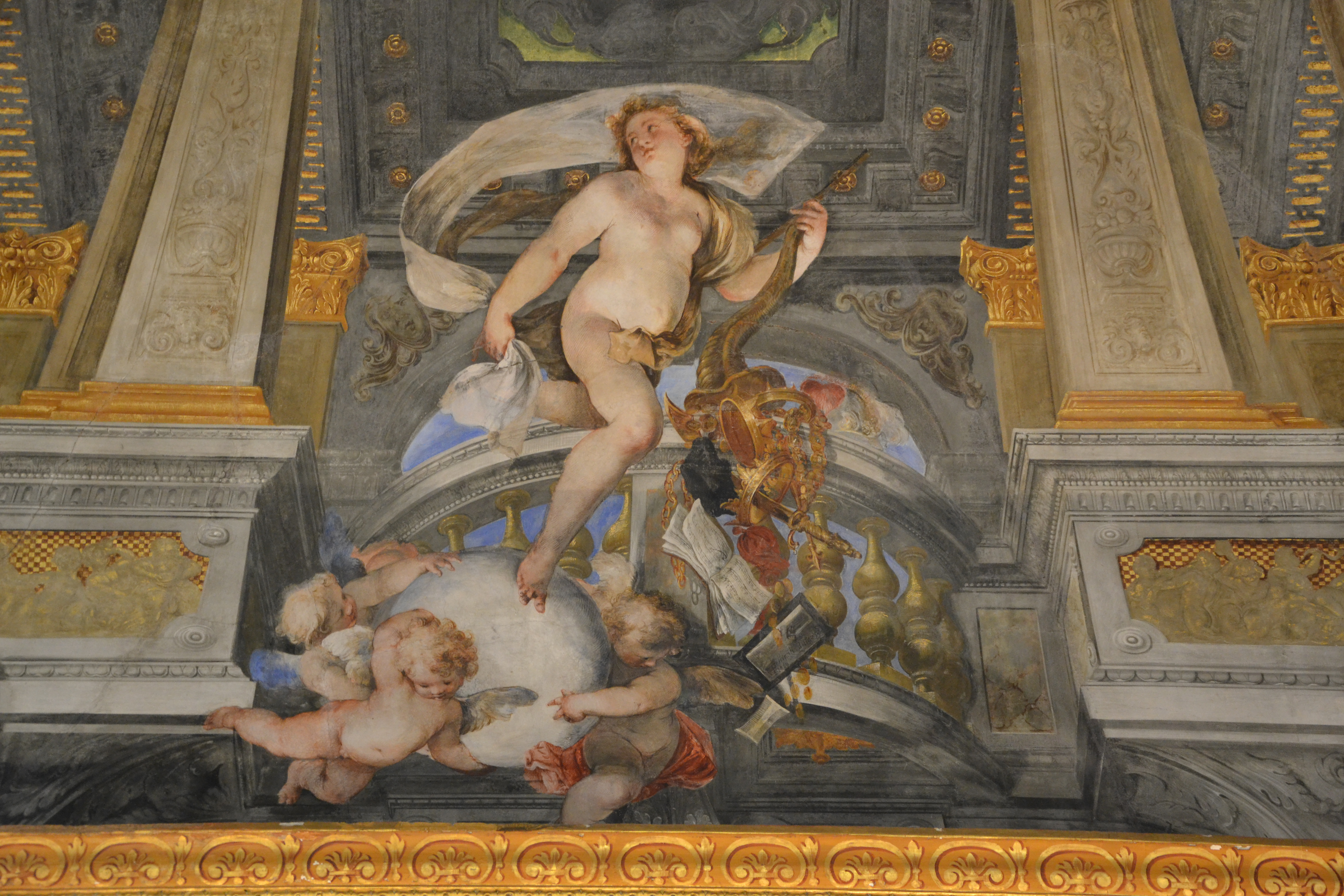
Valerio Castello, Allegoria della fortuna, Palazzo Balbi Senarega (Genova)

A partire dal quarto decennio del Seicento, e per tutta la seconda metà del secolo e l'inizio del successivo, appaiono sulle volte delle più fastose dimore patrizie e delle più ricche chiese genovesi le più spettacolari ed illusionistiche decorazioni, ad opera dei maggiori maestri della decorazione ad affresco: Valerio Castello, Domenico Piola, Gregorio De Ferrari, Giovanni Andrea Carlone, che gareggeranno con le più ardite composizioni che Giovanni Lanfranco, Pietro da Cortona e Luca Giordano realizzavano a Roma e a Napoli negli stessi anni.
Valerio Castello (Genova, 1624 – Genova, 1659), nonostante la morte prematura e improvvisa che lo stroncò a trentacinque anni, fu il primo a superare, nella decorazione ad affresco, il rigido schema tardomanierista che prevedeva che il pittore raffigurasse i propri episodi ad affresco entro cornici dipinte o in stucco, dipingendo figure che invadono illusionisticamente lo spazio reale, agitate da un dinamismo che pervade interamente le sue composizioni. Figlio di uno dei principali interpreti del manierismo genovese, Bernardo Castello, dopo il suo apprendistato a Genova completò la sua formazione in Emilia, dove apprese la grazia e l'eleganza delle figure del Parmigianino. Nelle sue opere su tela utilizza colori luminosi e vivaci accordi cromatici ispirati a Rubens e uno stile personale nella resa dei soggetti che spesso vengono lasciati allo stato di abbozzo, come nella celebre Madonna delle ciliegie.
Saranno gli affreschi realizzati per i Balbi, il Salotto della Fama, nel palazzo di Giovanni Battista Balbi (attuale Palazzo reale), e le numerose sale di Palazzo Balbi Senarega, quali il salone d'onore con l'Allegoria del Carro del Tempo e la Galleria del Ratto di Persefone, a costituire l'apice del suo successo. Entro vertiginose ed illusionistiche architetture, dipinte dal bolognese Andrea Seghizzi, si stagliano i colori squillanti delle concitate rappresentazioni allegoriche volte a celebrare il prestigio e la fama dei committenti, attraverso i riferimenti a miti e divinità d'epoca classica. È noto solo attraverso fotografie il suo capolavoro d'ispirazione sacra, gli affreschi della chiesa di santa Maria in Passione, distrutti durante la seconda guerra mondiale.

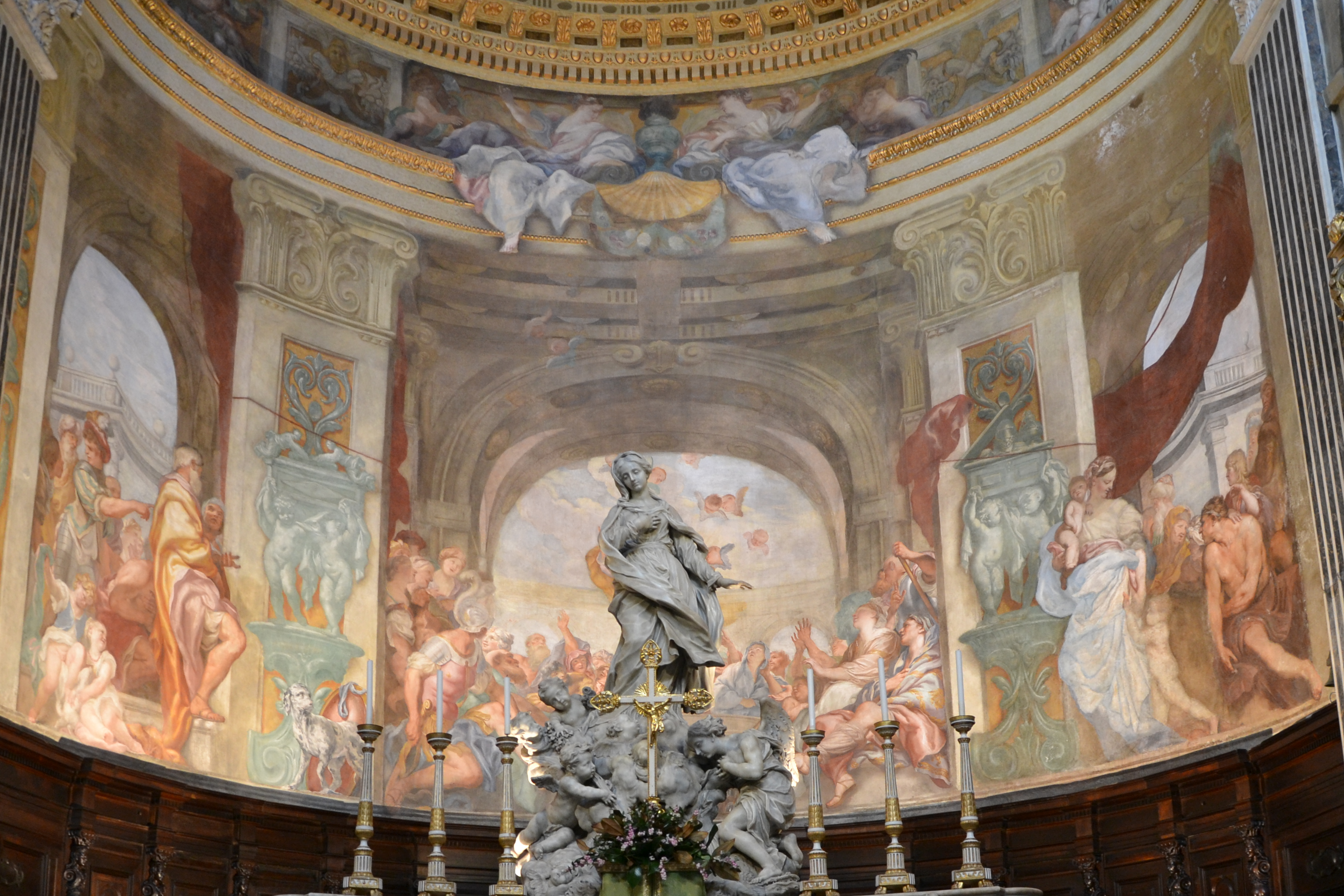
Filippo Parodi, Immacolata, Domenico Piola, affreschi, San Luca, Genova

Dopo l'improvvisa scomparsa Valerio Castello, fu il suo collaboratore Domenico Piola (Genova, 1627 – Genova, 1703) a rimanere il protagonista indiscusso sulla scena genovese, ottenendo le maggiori commissioni da nobili ed ecclesiastici. Anch'egli discendente da una famiglia di artisti, per tutta la seconda metà del Seicento fu a capo della maggiore bottega artistica della città, chiamata Casa Piola, frequentata fra gli altri dal figlio dello scultore Filippo Parodi, Domenico, dal cognato del Piola Stefano Camogli, dai figli Paolo Gerolamo e Anton Maria, e dal genero Gregorio De Ferrari oltre ai quadraturisti e stuccatori bolognesi Enrico e Antonio Haffner.
Fra i suoi maggiori capolavori, si ricordano in campo profano la decorazione ad affresco del salone d'onore di Palazzo di Pantaleo Spinola con L'offerta a Giove delle chiavi del tempio di Giano, e i salotti dell'Autunno e dell'Inverno del palazzo di Giovanni Francesco Brignole-Sale (Palazzo Rosso). Fra i suoi numerosissimi interventi in chiese e conventi genovesi, spiccano la decorazione ad affresco della Chiesa dei Santi Gerolamo e Francesco Saverio del collegio dei Gesuiti a Genova (1666), dove può fare sfoggio della sua vena narrativa in episodi come nel'L'incontro col re del Bungo. Negli affreschi che rivestono interamente l'interno della Chiesa di san Luca, parrocchia gentilizia delle famiglie Spinola e Grimaldi, Piola dialoga con la coeva statua dell'Immacolata di Filippo Parodi, dando un mirabile esempio di unità delle arti. Impossibile dare conto del numero vastissimo di pale d'altare diffuse in tutta la Liguria, tante, dice il Soprani, "da stancare qualunque penna". In esse l'intento decorativo si fonde con una forte carica emozionale, come nel Colloquio di san Tommaso con il Crocifisso (Annunziata del Vastato), nell'Adorazione della Trinità (chiesa di San Pietro alla Foce), o nella Santa Caterina Fieschi Adorno della Chiesa di San Filippo Neri.

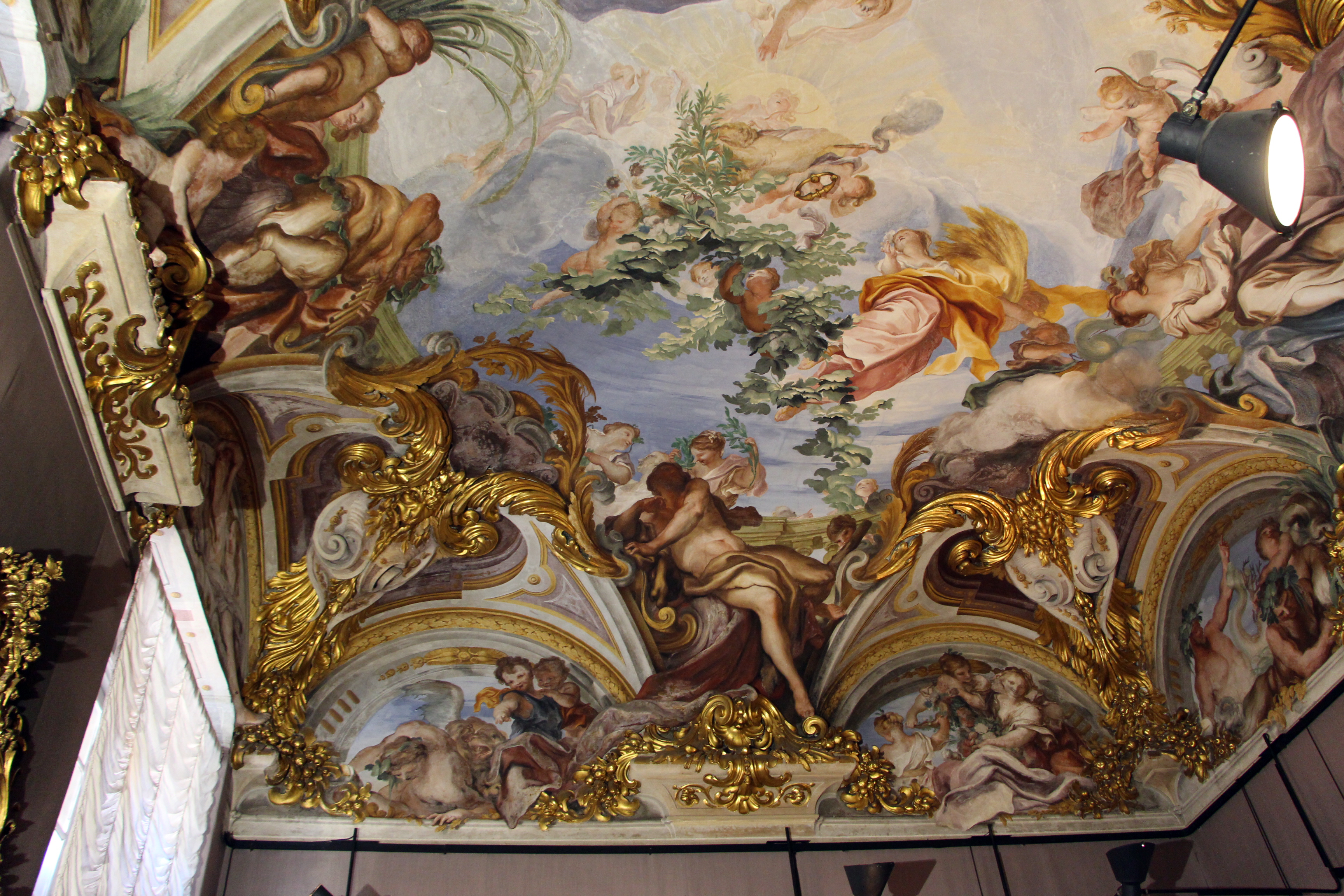
Gregorio De Ferrari, Mito dell'estate, Palazzo Rosso

Gli esiti altissimi delle decorazioni ad affresco di Domenico Piola, Giovanni Andrea Carlone e Gregorio De Ferrari sono raggiunti, partendo dal colorismo e dal movimento di Rubens, come anche dalla grazia di Correggio e Parmigianino studiati attraverso appositi viaggi a Parma. In particolare in Gregorio De Ferrari (Porto Maurizio, 1647 – Genova, 1726), alla levità di questi affreschi, che sarà di ispirazione ai pittori della futura decorazione rococò, si unisce un'estrema perizia nel fondere il contributo di altri artisti, stuccatori, quadraturisti ed architetti, ottenendo così una eccezionale continuità decorativa nella realizzazione degli ambienti di cappelle e palazzi. Fra gli esempi più alti si ricordano le celebri Sale delle Stagioni di Palazzo Rosso, il Salone con Diana ed Endimione, nel Palazzo Gio Carlo Brignole di Strada nuova, la Sala del Carro del Sole di Villa Balbi allo Zerbino, la Sala di Bacco e Arianna nel Palazzo Gio Battista Centurione e la cupola con Il trionfo della Croce della Chiesa di Santa Croce.

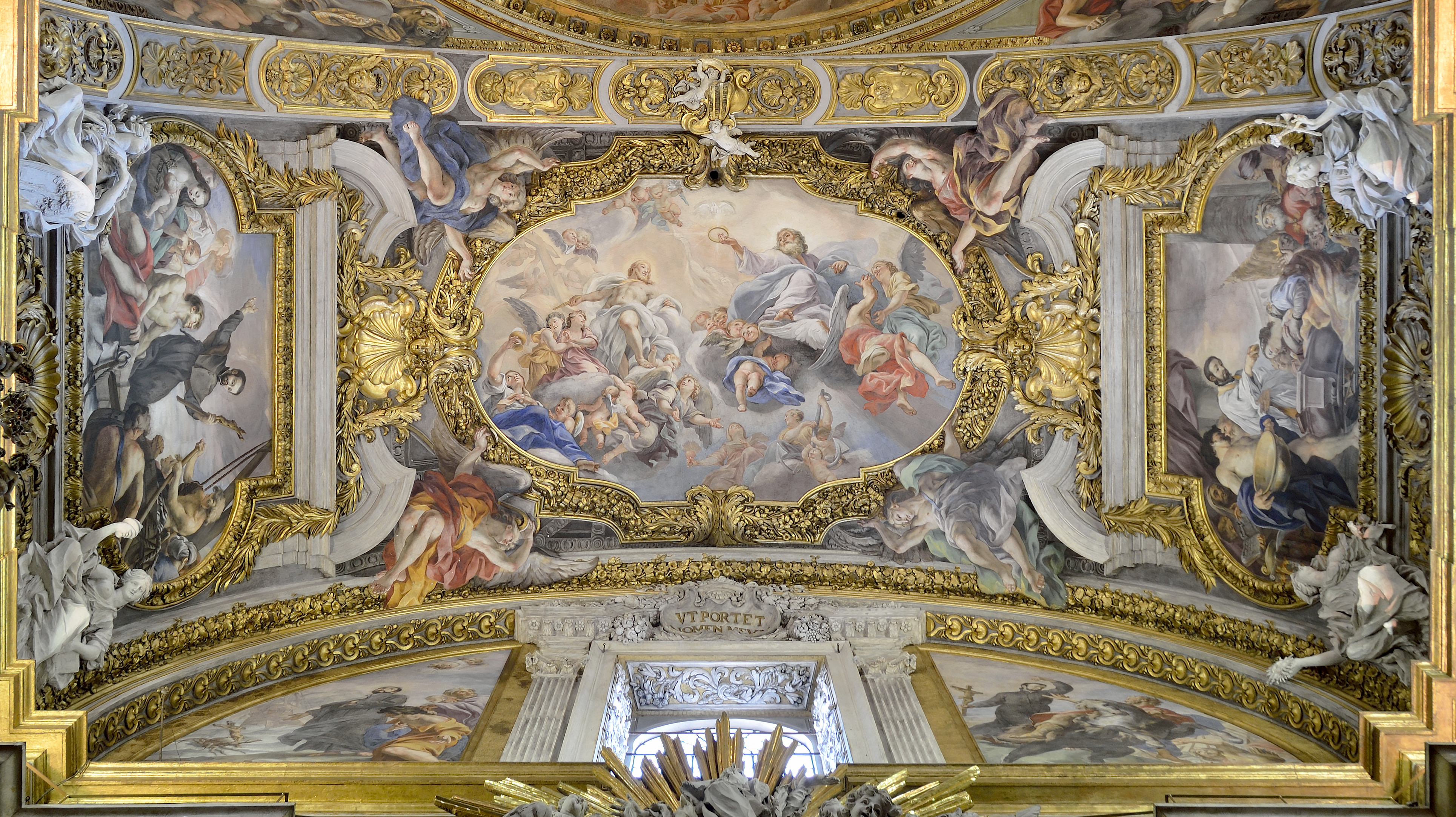
Giovanni Andrea Carlone, La Gloria di S. Francesco Saverio, il Gesù, Roma

Feconda è anche la produzione della famiglia dei Carlone, di origini ticinesi, titolari di un'importante bottega pittorica. I fratelli Giovanni (1584-1631) e Giovanni Battista Carlone (Genova, 1603 circa – Parodi Ligure, 1684 circa), saranno prediletti in particolari dagli ordini religiosi che li chiameranno a decorare le maggiori chiese genovesi a motivo del loro stile piano e narrativo, scarsamente innovativo ma fortemente didattico, adatto a trasmettere i contenuti della fede ai fedeli. Furono autori, per i gesuiti, degli affreschi nella chiesa del Gesù; per i padri Teatini, degli affreschi delle volte della navata centrale della basilica di San Siro a Genova e della Chiesa di Sant'Antonio Abate a Milano; per i minori francescani, degli affreschi della Santissima Annunziata del Vastato. Nell'ultima impegnativa impresa di Giovanni Battista Carlone, il ciclo delle grandi tele per la navata della Chiesa di Nostra Signora del Carmine, terminato dal figlio Giovanni Andrea Carlone (Genova, 1639 – Genova, 1697), sono evidenti le differenze di stile tra le attardate tele del padre e i capolavori del figlio che introduce già il moderno linguaggio proveniente da Roma e dalla sua attività con Pietro da Cortona.
A Roma, nella volta della navata con il Trionfo del Nome di Gesù e nella Cappella di Sant'Ignazio della Chiesa del Gesù, i genovesi Giovan Battista Gaulli detto il Baciccio (Genova, 1639 – Roma, 1709) e Giovanni Andrea Carlone lasceranno i loro capolavori, nei virtuosistici sfondati prospettici, esempio della fusione berniniana delle arti (pittura, scultura, architettura, stucco).

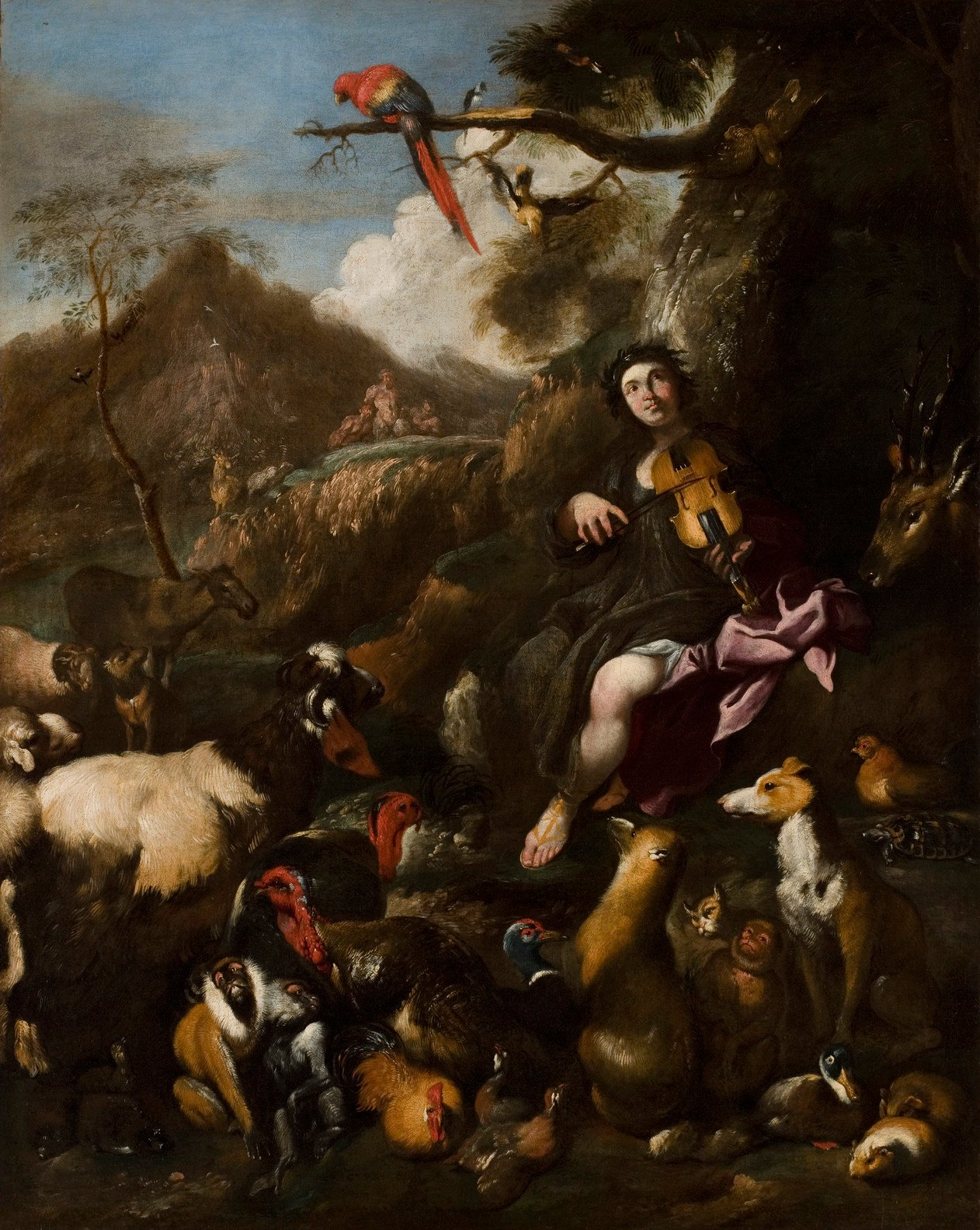
Giovanni Benedetto Castiglione, Orfeo, Helsinki, Kansallisgalleria

### La pittura di genere
Oltre ai maestri impegnati nelle grandi commissioni, la scuola genovese raggiunge esiti notevoli anche nei generi all'epoca considerati minori, recentemente rivalutati dalla critica. È il caso di Giovanni Benedetto Castiglione detto il Grechetto (Genova, 1609 – Mantova, 1664), prevalentemente impegnato nella pittura cosiddetta di genere e nelle acqueforti. Nei suoi soggetti più congeniali, scene pastorali e capricci mitologici, sfoggia un'ineguagliabile bravura nella resa degli elementi naturali e degli animali in particolare, oltre ad una brillante verve decisamente anticlassica nella rappresentazione di soggetti mitologici. Ottenne grande apprezzamento anche nelle scarse commissioni pubbliche quali l'Adorazione dei pastori per la chiesa di San Luca, rendendolo ricercato anche a Roma e a Mantova, dove terminò la sua carriera come pittore di corte.
È tuttavia lungo l'elenco dei pittori genovesi impegnati nei generi pittorici minori: fra i primi Sinibaldo Scorza (Voltaggio, 1589 – Genova, 1631), precoce campione della pittura di genere, detto il "ritrattista di animali", Anton Maria Vassallo, amico e collaboratore del Grechetto, Antonio Travi (Sestri Ponente, 1608 – Genova, 1665) detto il Sestri dal luogo d'origine, apprezzato per i paesaggi con figure di evidente ispirazione fiamminga, di cui è celebre l'Adorazione dei pastori (Genova, Palazzo Bianco), Stefano Camogli, esperto in nature morte. Anche nel campo della pittura di genere erano numerosi i pittori di origine fiamminga chiamati a lavorare a Genova dai numerosi collezionisti, alcuni dei quali vi aprirono fiorenti botteghe, come Jan Roos e Vincent Malo, esperti di natura morta, Cornelis de Wael, ricercato per i suoi paesaggi animati, e l'olandese Pieter Mulier  (Haarlem, 1637 – Milano, 1701), detto il Tempesta per lo straordinario virtuosismo nella rappresentazione delle tempeste marine.

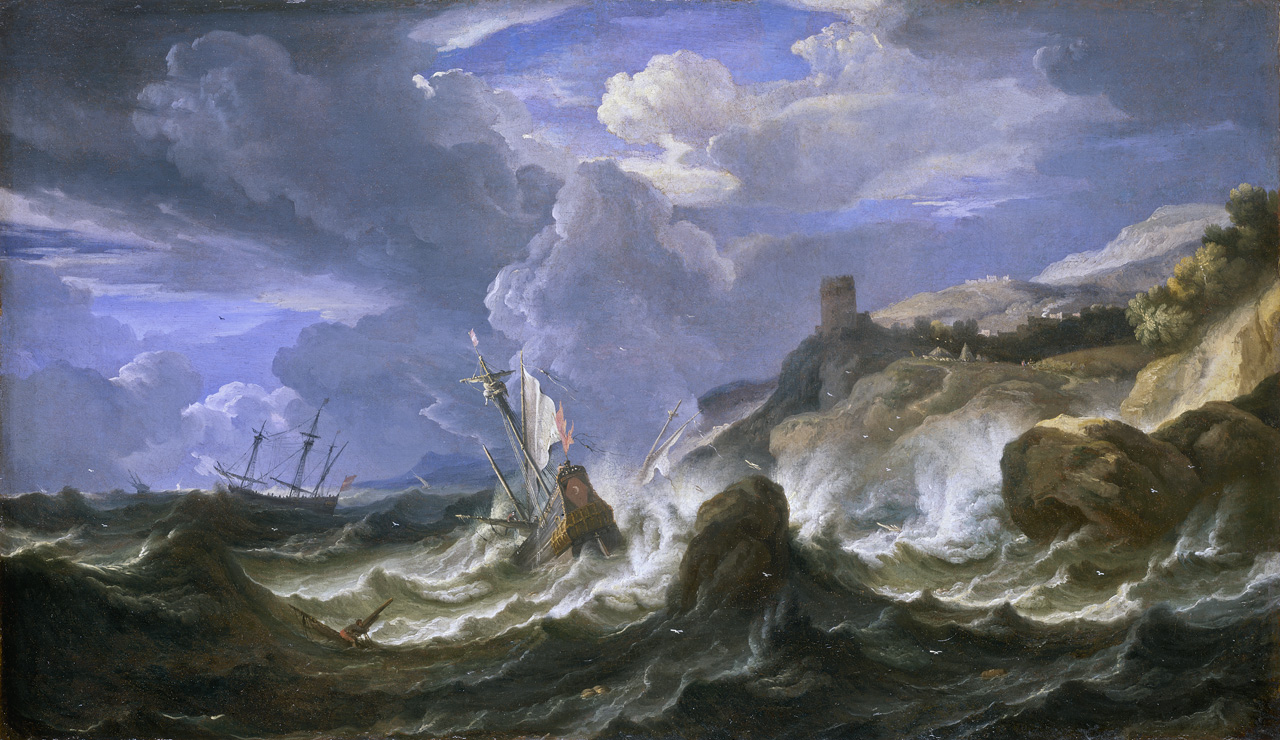
Pieter Mulier, Nave in tempesta, National Maritime Museum, Greenwich
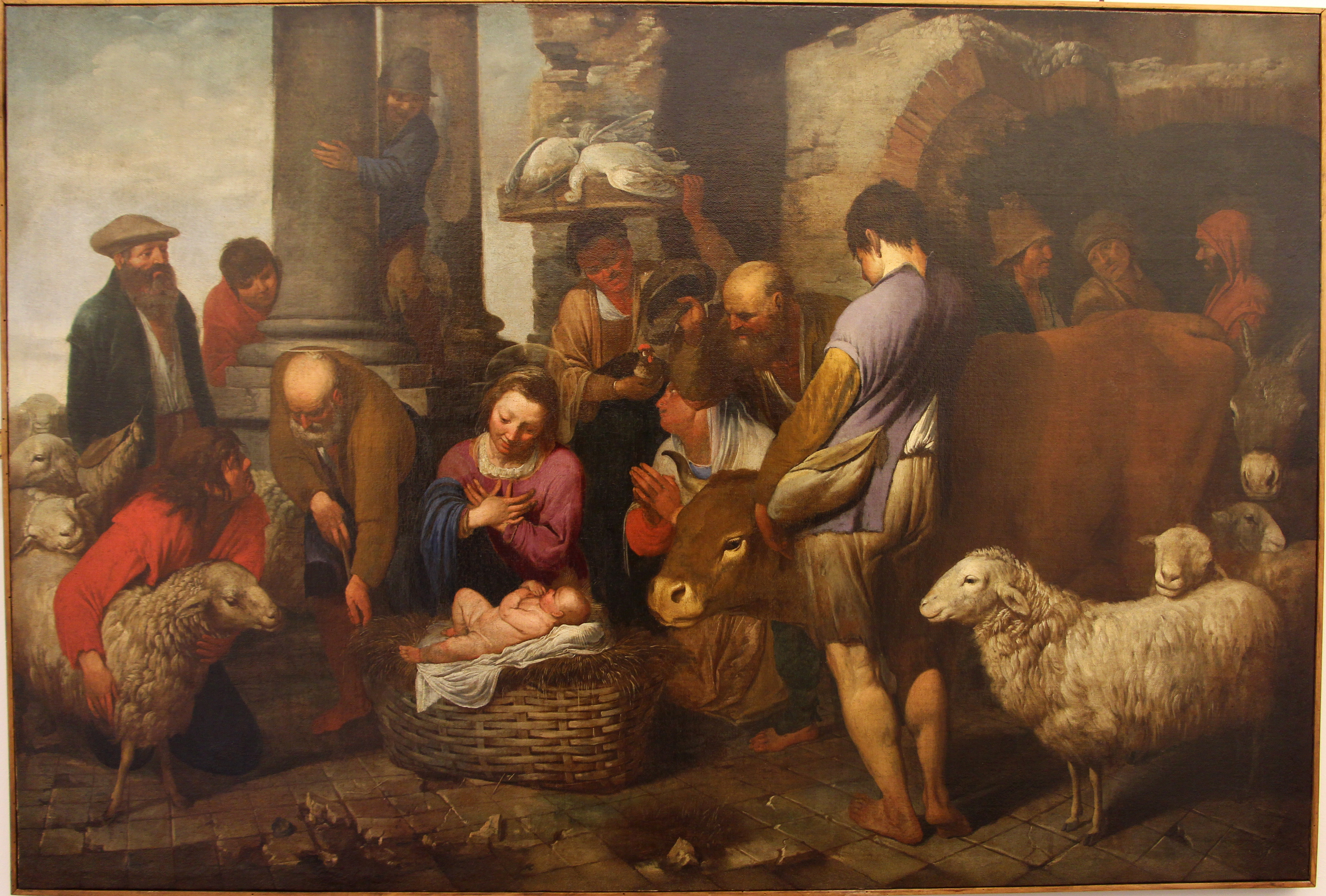
Il Sestri, Adorazione dei pastori, Palazzo Bianco
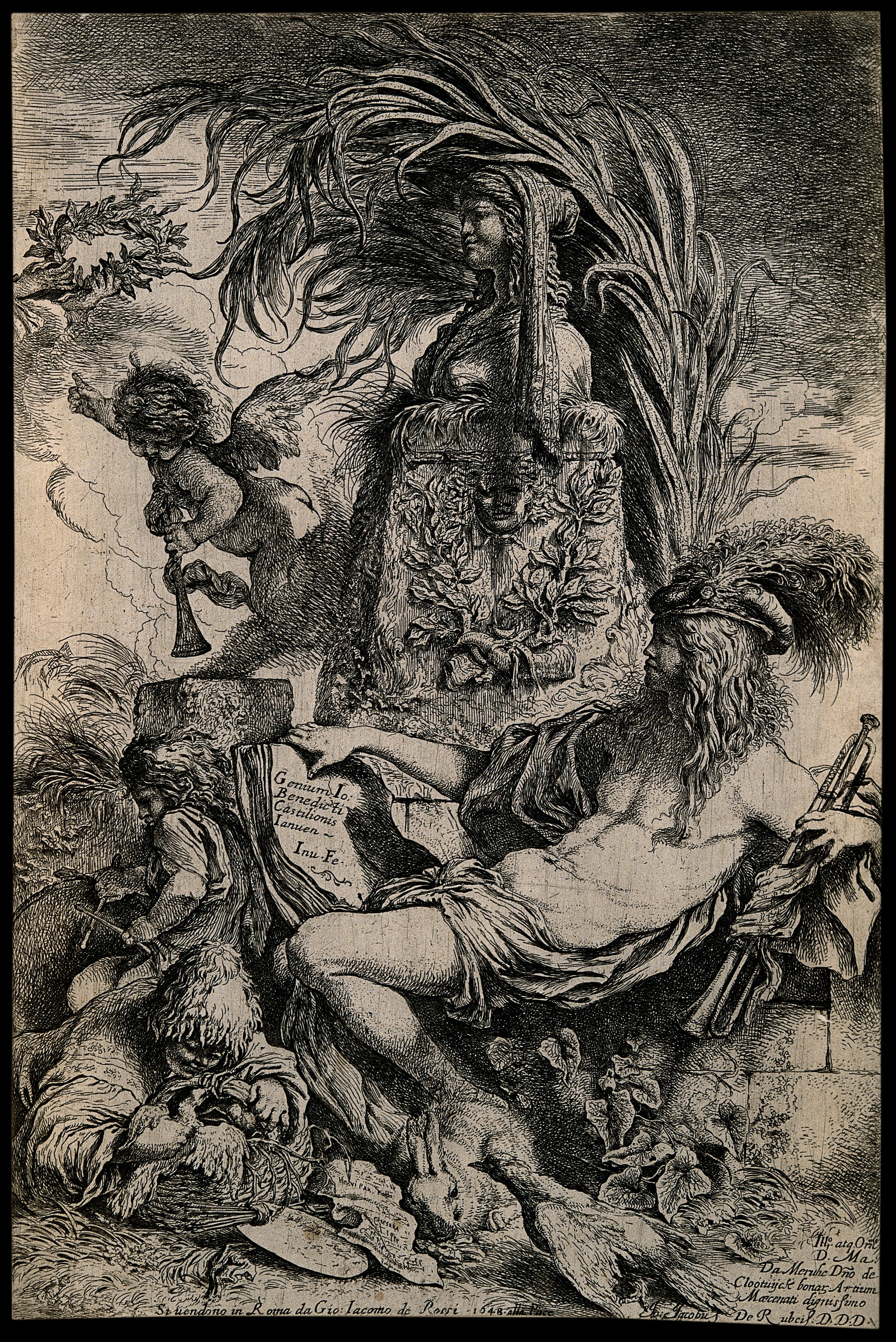
Giovanni Benedetto Castiglione, Giovane con tromba accanto a una statua, Londra, Wellcome Collection

### Il Settecento
La stagione della grande decorazione ad affresco nelle residenze e negli edifici religiosi liguri continua nel Settecento ad opera della seconda generazione dei pittori genovesi, coadiuvati da un folto gruppo di artisti forestieri.
Da Bologna arriva Marcantonio Franceschini, pittore classicista che contrappone una limpida compostezza formale all'estrosa verve dei pittori locali. Perdute le opere eseguite per Palazzo Ducale distrutto da un incendio nel 1777, restano alti esempi della sua arte nella decorazione della volta della chiesa di san Filippo Neri e nelle Storie di Diana del Palazzo di Stefano Pallavicino in Strada Nuova. Bolognese è anche Giacomo Antonio Boni, autore di numerose decorazioni di chiese e palazzi, cui tuttavia la rapidità esecutiva va spesso a discapito degli esiti qualitativi delle decorazioni, presenti in molti dei Rolli genovesi (Palazzo Gio Battista Saluzzo, Palazzo Durazzo oggi reale, Palazzo De Mari, Oratorio di san Filippo Neri).
Più aggiornato è il savonese Domenico Guidobono, che lascia raffinate decorazioni in palazzi genovesi (Palazzo Centurione, decorato con il fratello Bartolomeo, galleria di Palazzo De Mari, Palazzo Negrone) e nelle residenze piemontesi dove lavora per i Savoia a Palazzo Madama.
Chiamato dagli Spinola arriva il fiorentino Sebastiano Galeotti, per i quali esegue le decorazioni ad affresco della chiesa della Maddalena e di Palazzo Spinola di Pellicceria, affollate di personaggi scultorei modellati con un forte chiaroscuro.
Sono però i discendenti dei tre grandi protagonisti del barocco genovese, Piola, Parodi e De Ferrari, ad avere il ruolo di protagonisti. Per citarne gli esiti più alti, Domenico Parodi lascia il suo capolavoro nella galleria di Palazzo reale, fondendo magistralmente architettura, pittura e scultura in uno degli ambienti più significativi del tardo barocco italiano. Paolo Gerolamo Piola, a lungo collaboratore del padre e come questi molto prolifico, lascia numerose tele e decorazioni ad affresco fra cui spiccano la Vergine fra i Santi Domenico, Ignazio e Caterina dell'Assunta di Carignano e le decorazioni ad affresco di Palazzo Sauli e della chiesa di santa Marta. Lorenzo De Ferrari, autore di notevoli ambienti nel palazzo Grimaldi di piazza S. Luca, e della Galleria del Trionfo d'Amore nel palazzo Spinola di Pellicceria, raggiunge il suo apice nell'esuberanza decorativa della Galleria Dorata di Palazzo Carrega, con le Storie di Enea, dove, grazie anche ad un sapiente gioco di specchi, realizza una delle decorazioni più originali dell'epoca.
Carlo Giuseppe Ratti, prolifico ma modesto pittore e direttore dell'accademia ligustica nella seconda metà del settecento, è noto più che per le sue opere artistiche per le sue opere letterarie, la Storia de' pittori, scultori et architetti liguri e de' forestieri che in Genova operarono, manoscritto del 1762, ripreso e ampliato dal testo originario di Raffaele Soprani del 1674, e l'Instruzione di quanto può vedersi di più bello in Genova in pittura, scultura e architettura, ricche di notizie sugli autori del barocco genovese quanto le Vite del Vasari lo furono per il rinascimento.
Una menzione a parte merita Alessandro Magnasco, detto il Lissandrino (1667 – Genova, 1749), celebre per scene di genere, paesaggi con figure e scene di tempesta, estremamente personali sia per lo stile inquieto e la pennellata guizzante, sia per le atmosfere irreali e  misteriose, che in alcuni casi celano intenti di satira sociale, rendendolo particolarmente ricercato da celebri committenti, quali il conte Colloredo, governatore della Lombardia.

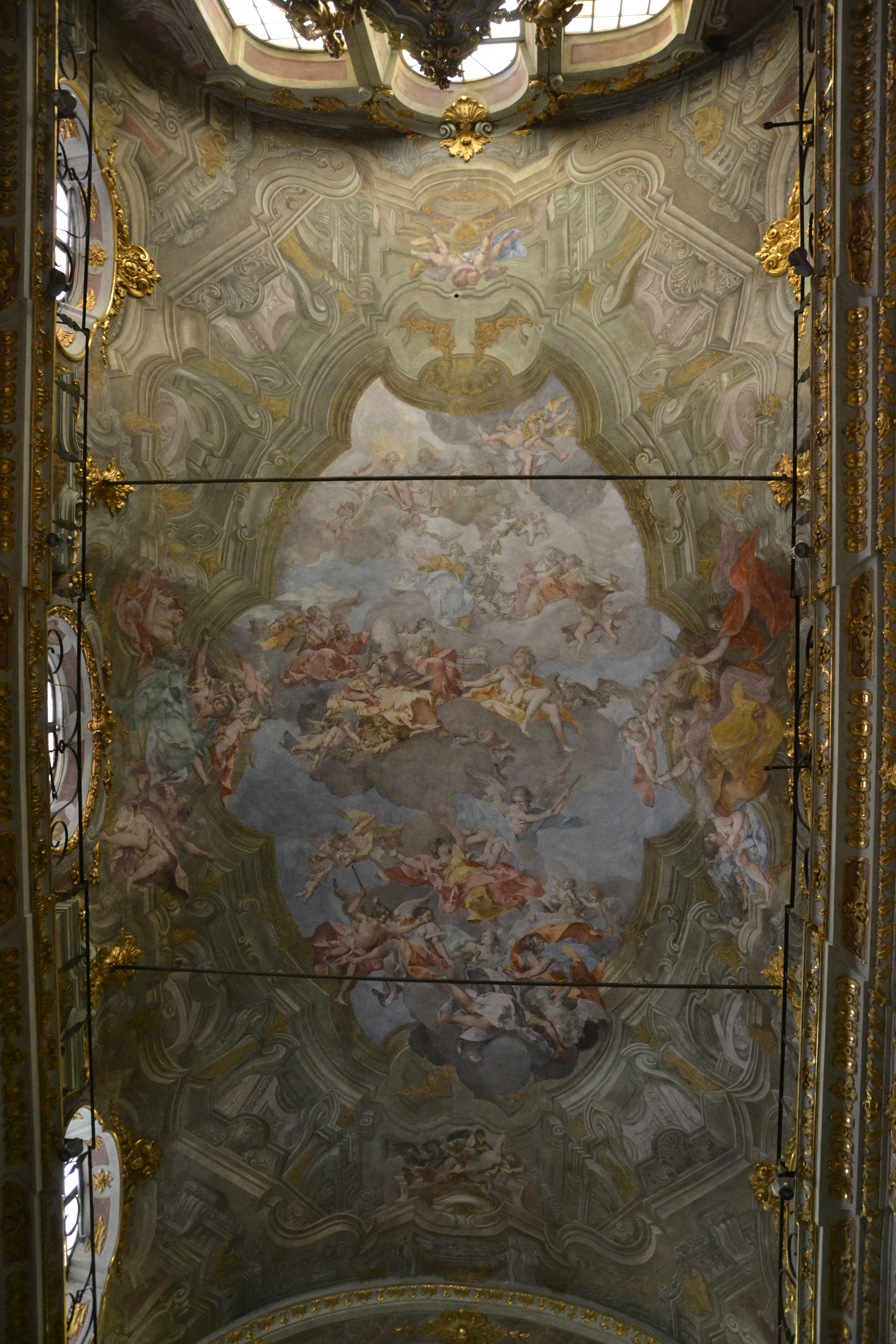
Sabastiano Galeotti, Santa Maria Maddalena, affreschi di Sebastiano Galeotti
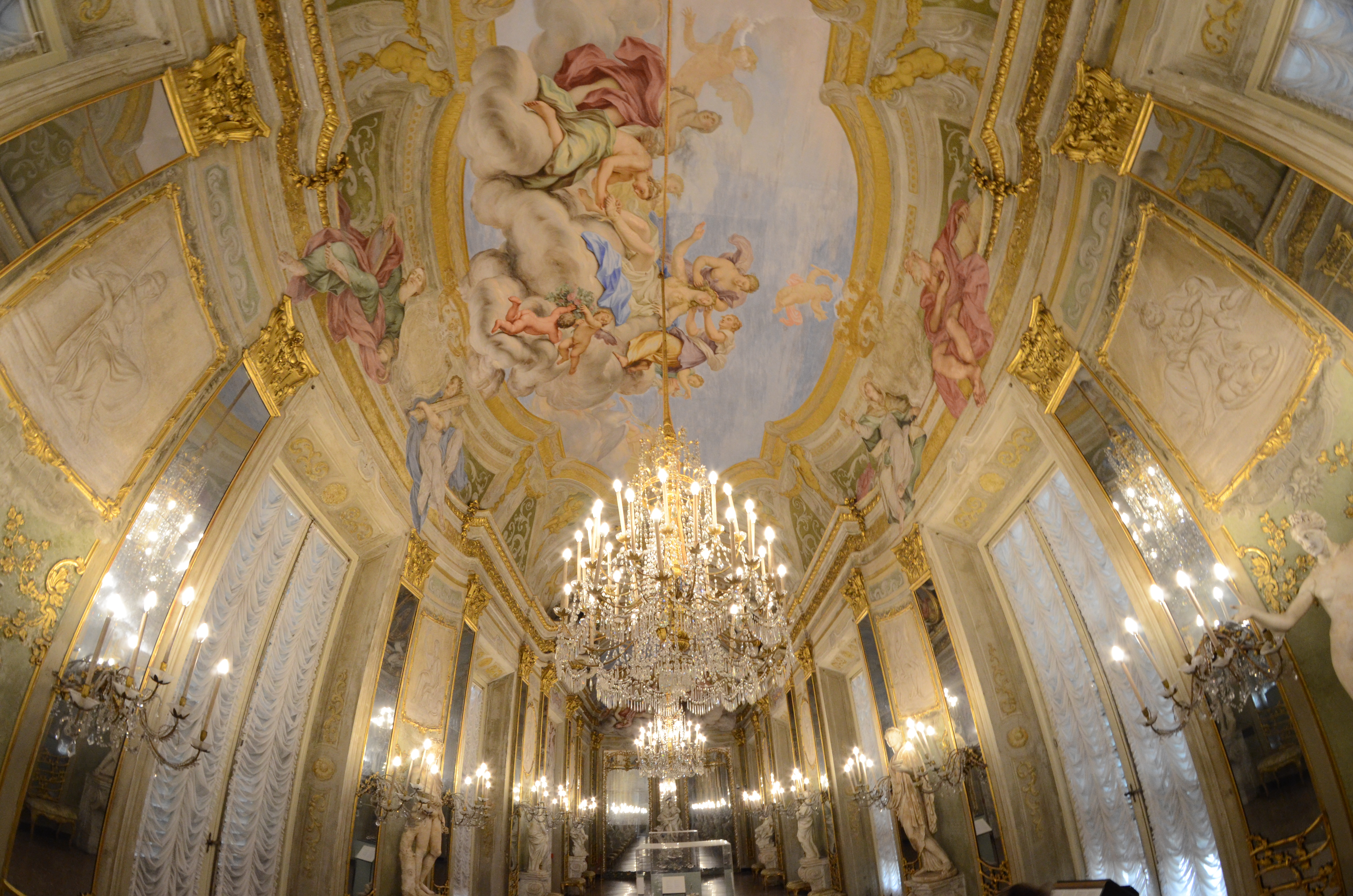
Domenico Parodi, Galleria di Palazzo Reale, Genova
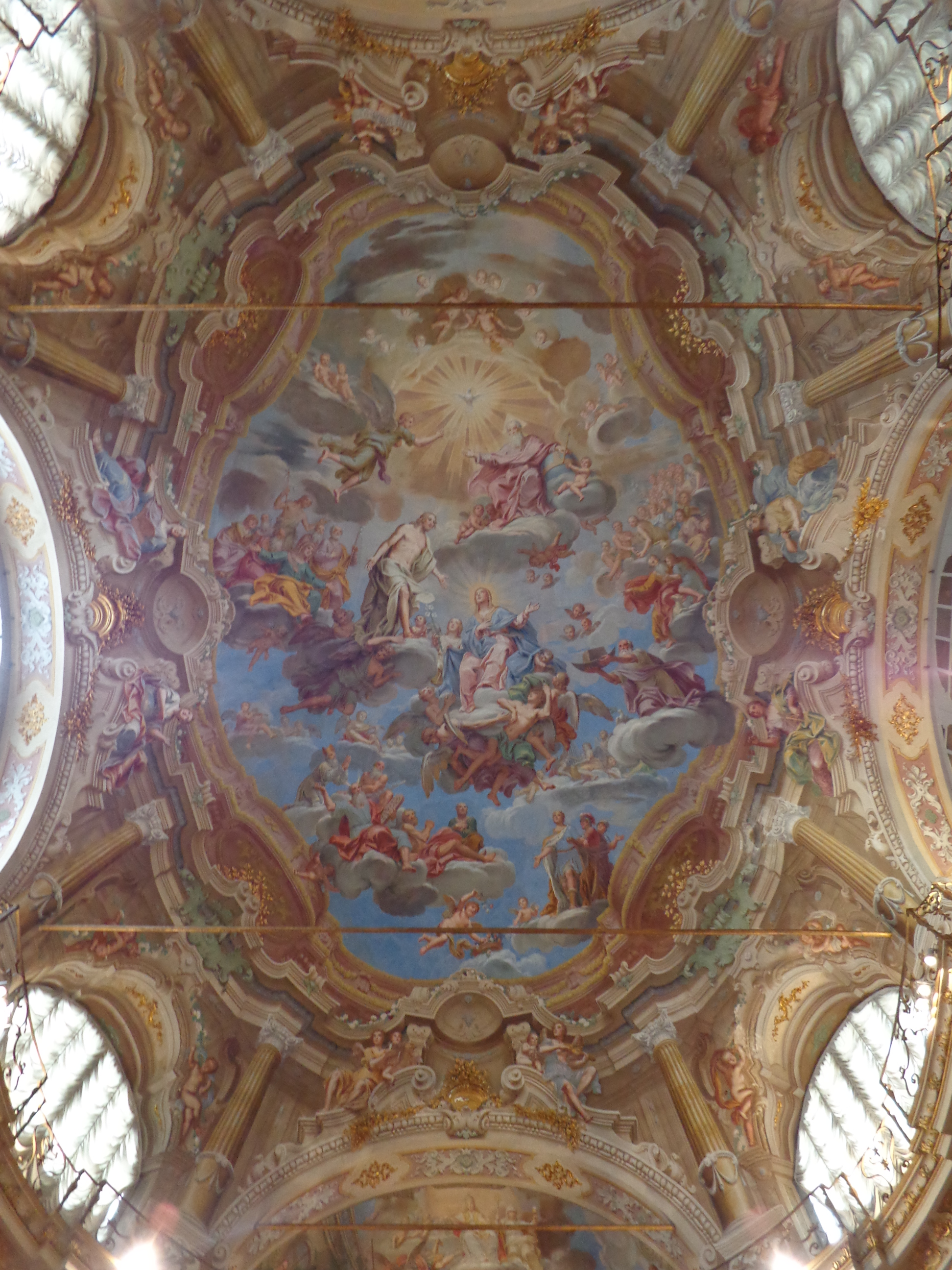
Giacomo Boni, Vergine Assunta, volta dell'Oratorio di san Filippo Neri
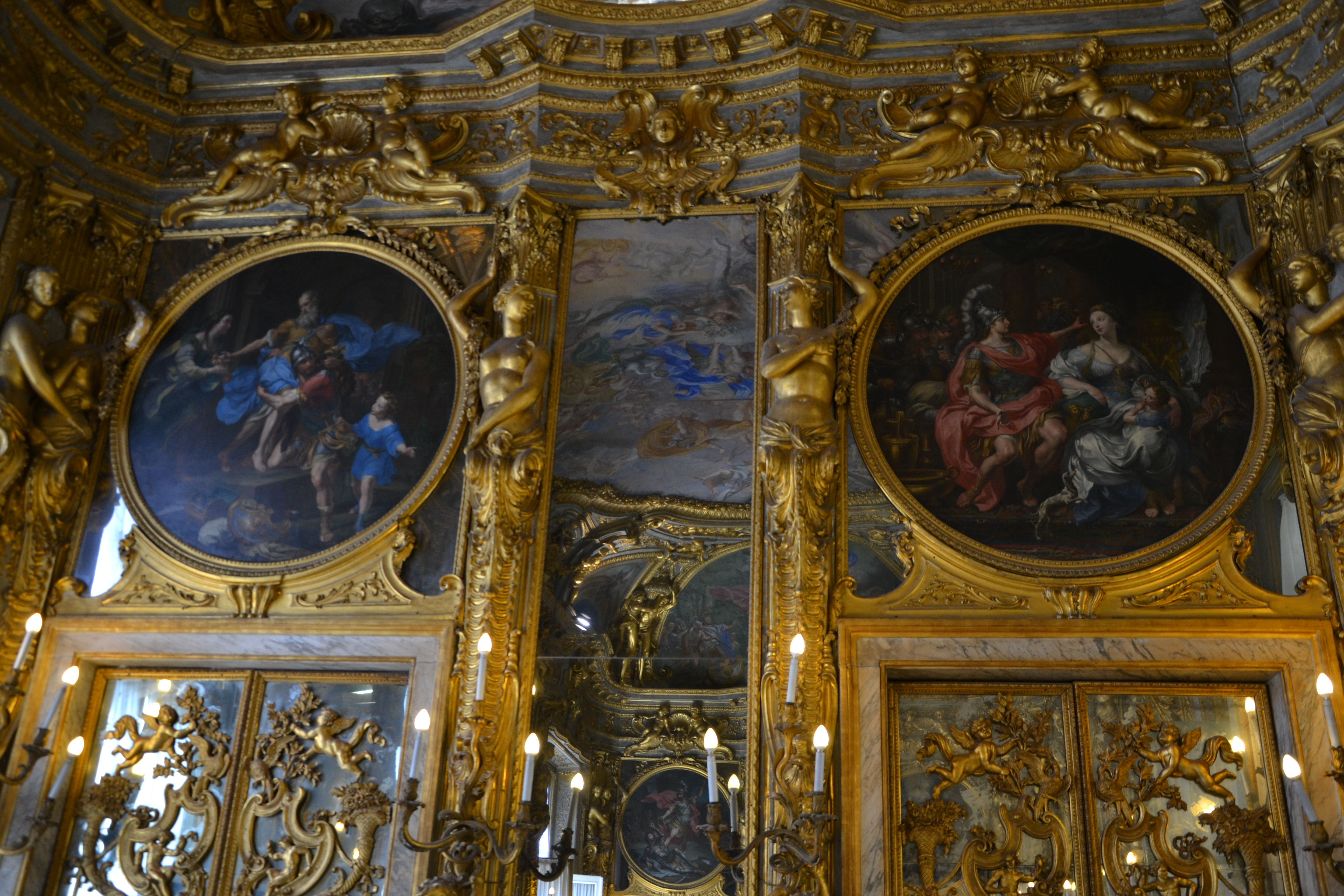
Lorenzo De Ferrari, Galleria Dorata di Palazzo Carrega
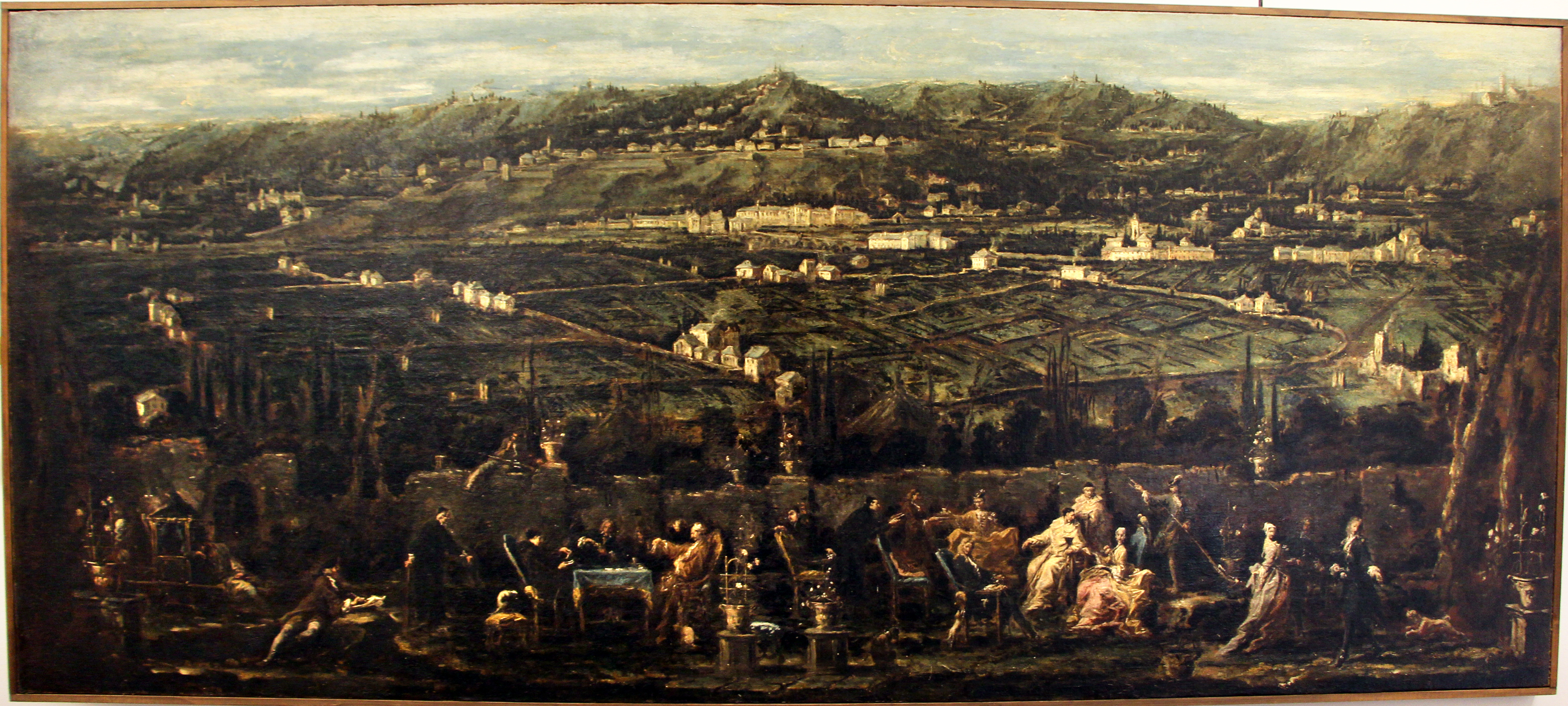
Alessandro Magnasco, Trattenimento in un giardino d'Albaro, 1740

## Scultura

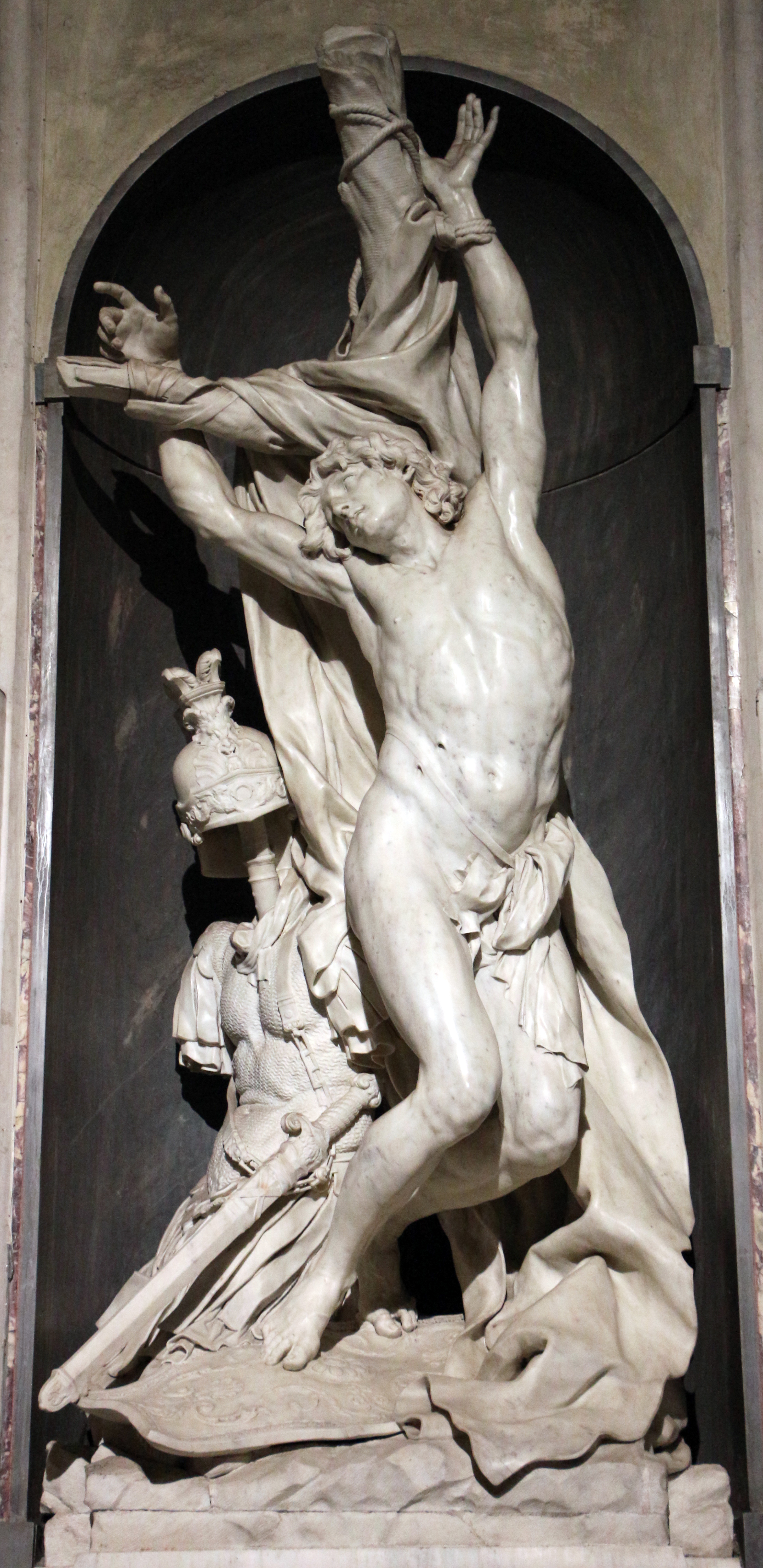
Pierre Puget, San Sebastiano, Santa Maria Assunta di Carignano

### Pierre Puget e Filippo Parodi
Anche in campo scultoreo, fu l'arrivo di un artista straniero a portare a Genova le ultime innovazioni del barocco romano, stimolando così l'aggiornamento degli artisti locali. In questo caso fu il soggiorno del maggiore scultore barocco francese, Pierre Puget (Marsiglia, 1620 – Marsiglia, 1694) che rimase a Genova per quasi un decennio, dal 1661 al 1668, continuando poi a mantenerne i rapporti anche negli anni successivi.
Nella prima metà del Seicento, furono principalmente attivi in campo scultoreo due famiglie di artisti, i Carlone, di provenienza ticinese, e gli Orsolino, provenienti dalla Val d'Intelvi, operanti principalmente nella decorazione degli altari delle maggiori basiliche genovesi, l'Annunziata del Guastato, san Siro e la chiesa del Gesù. La personalità di maggiore spicco risulta Tommaso Orsolino, autore di alcuni capolavori quali la Vergine col bambino di Santa Maria delle Vigne o la Natività del Gesù, ma che tuttavia fatica a staccarsi dalle rigidità tipiche della cultura tardomanierista.
Pierre Puget, allievo a Roma di Piero da Cortona e fortemente influenzato da Bernini, di passaggio a Genova durante un viaggio a Massa per approvvigionarsi di marmo, ottenne importanti commissioni dal facoltoso patriziato della Superba che lo indussero a fermarsi per un decennio. In questo periodo portò a termine numerosi progetti e divenne titolare di una feconda bottega dove si formarono numerosi scultori, come Daniello Solaro e Honoré Pellé. Nel 1663 Francesco Maria Sauli commissionò allo scultore il completamento della Basilica di Santa Maria Assunta di Carignano, ispirato all'opera di Bernini in San Pietro. Il colossale baldacchino su colonne binate coronato dalla statua dell'assunta, che nel progetto di Puget avrebbe dovuto occupare il centro della basilica, non fu mai realizzatoː nonostante ciò, le due statue scolpite per le nicchie sotto la cupola, il San Sebastiano e il Beato Alessandro Sauli, restano fra le più alte realizzazioni dello scultore. In esse l'estremo virtuosismo nella resa dei particolari, quali la tenerezza delle carni, il metallo dell'armatura o i ricami della pianeta vescovile, si unisce al vorticoso avvitamento delle pose.
Sarà il genovese Filippo Parodi, che aveva esordito in gioventù come intagliatore di arredi e statue lignee, a raccogliere in tarda età, dopo un soggiorno di aggiornamento a Roma, il guanto di sfida, realizzando accanto ai due capolavori del Puget il suo Giovanni Battista. Al di là dell'avvenente bellezza del nudo, la virtù dell'intagliatore si rivela nell'accurata resa tattile dei materiali, rami, foglie, pelli e carni del santo. 

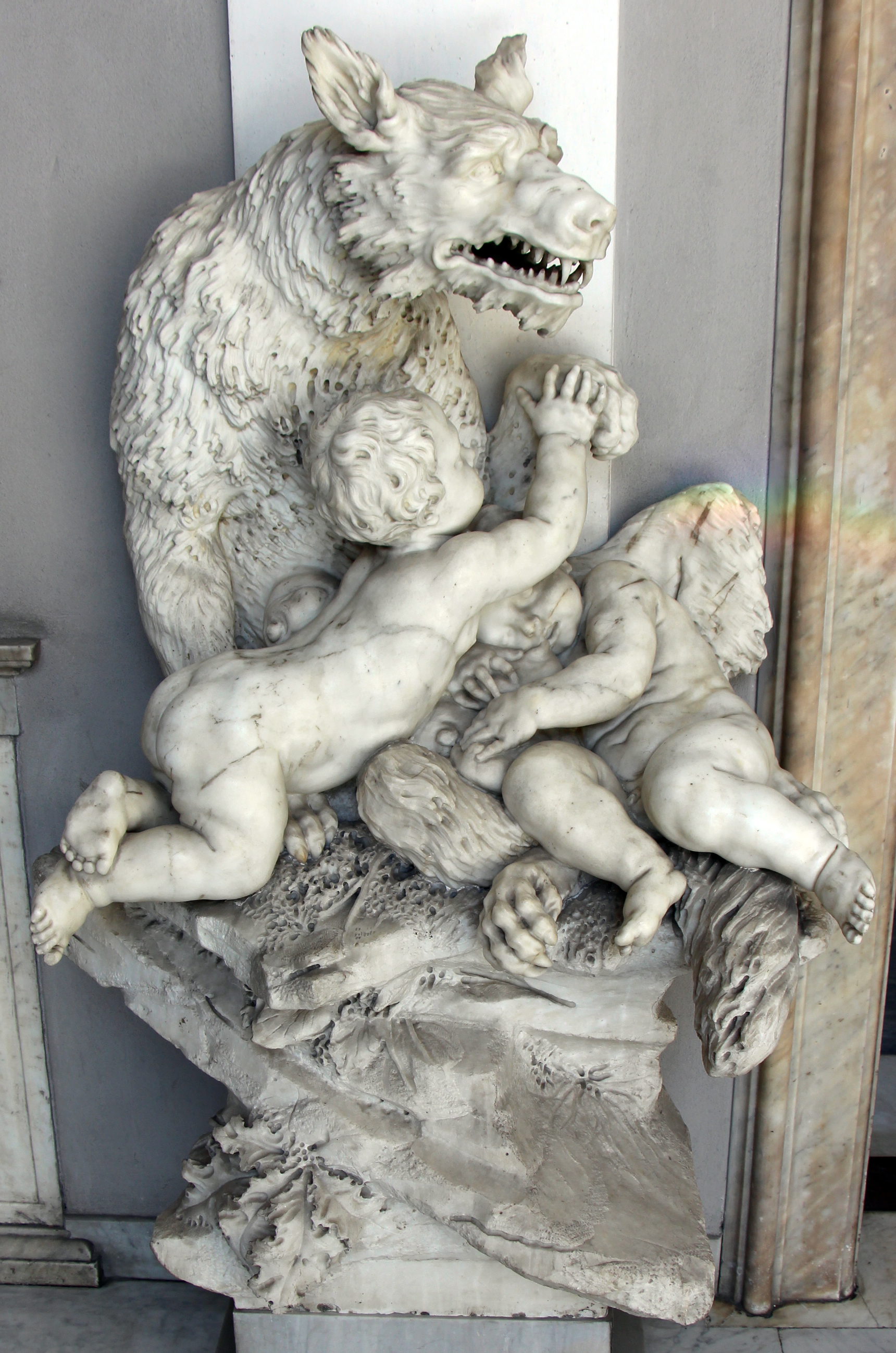
Domenico Parodi e Francesco Biggi, Romolo e Remo allattati dalla lupa (Palazzo Rosso, Genova)

Il Puget realizzò numerosi altari sia nelle vesti di progettista che di scultore, fra cui l'altare della basilica di san Siro, l'Immacolata, per l'Albergo dei poveri e la Vergine, per l'oratorio di san Filippo Neri patrocinato dai Lomellini. Queste opere furono tra le fonti d'ispirazione del Parodi per i suoi maggiori capolavori: la Madonna del Carmine per la Chiesa dei Santi Vittore e Carlo, la Vergine con angeli nella chiesa di S. Luca, la Gloria di s. Marta nella chiesa omonima. Nell'ornamentazione dei palazzi, come le decorazioni a fresco, anche la statuaria si ispira alla classicitàː è il caso del Ratto di Elena scolpito dal Puget dopo il suo ritorno in Francia per il Palazzo di Pantaleo Spinola (oggi al Museo di Sant'Agostino) o dell'Ercole con i pomi delle esperidi del Parodi per Palazzo De Mari, in Campetto.

### La seconda metà del Seicento
A raccoglierne l'eredità sarà il figlio di Filippo, Domenico Parodi (Genova, 1672 – Genova, 1742), che affiancò all'attività di pittore quella di architetto e scultore in collaborazione con Francesco Biggi. Fra le sue creazioni più scenografiche ed originali si ricordano il Ninfeo nel cortile interno del palazzo di Carlo e Stefano Pallavicino, i leoni alati del Collegio dei Gesuiti, Romolo e Remo allattati dalla lupa (Palazzo Rosso) e serie di sculture mitologiche per il castello del Belvedere a Vienna del Principe Eugenio di Savoia. Anche il genero e collaboratore di Filippo Parodi, Giacomo Antonio Ponsonelli (Massa, 1654 – Genova, 1735) alla sua morte avviò una feconda bottega che produsse alcuni dei pezzi più celebri del tardo barocco genovese, conservati in varie città della Liguria (Madonna del Rosario della chiesa di San Domenico a Taggia, Fontana del Santuario di Savona, Sepolcro di Stefano Spinola nella cattedrale di Savona, altare maggiore della Basilica delle Vigne) e in Spagna (Portale della Casa de las Cadenas a Cadice, Fontana del Tritone a Valencia

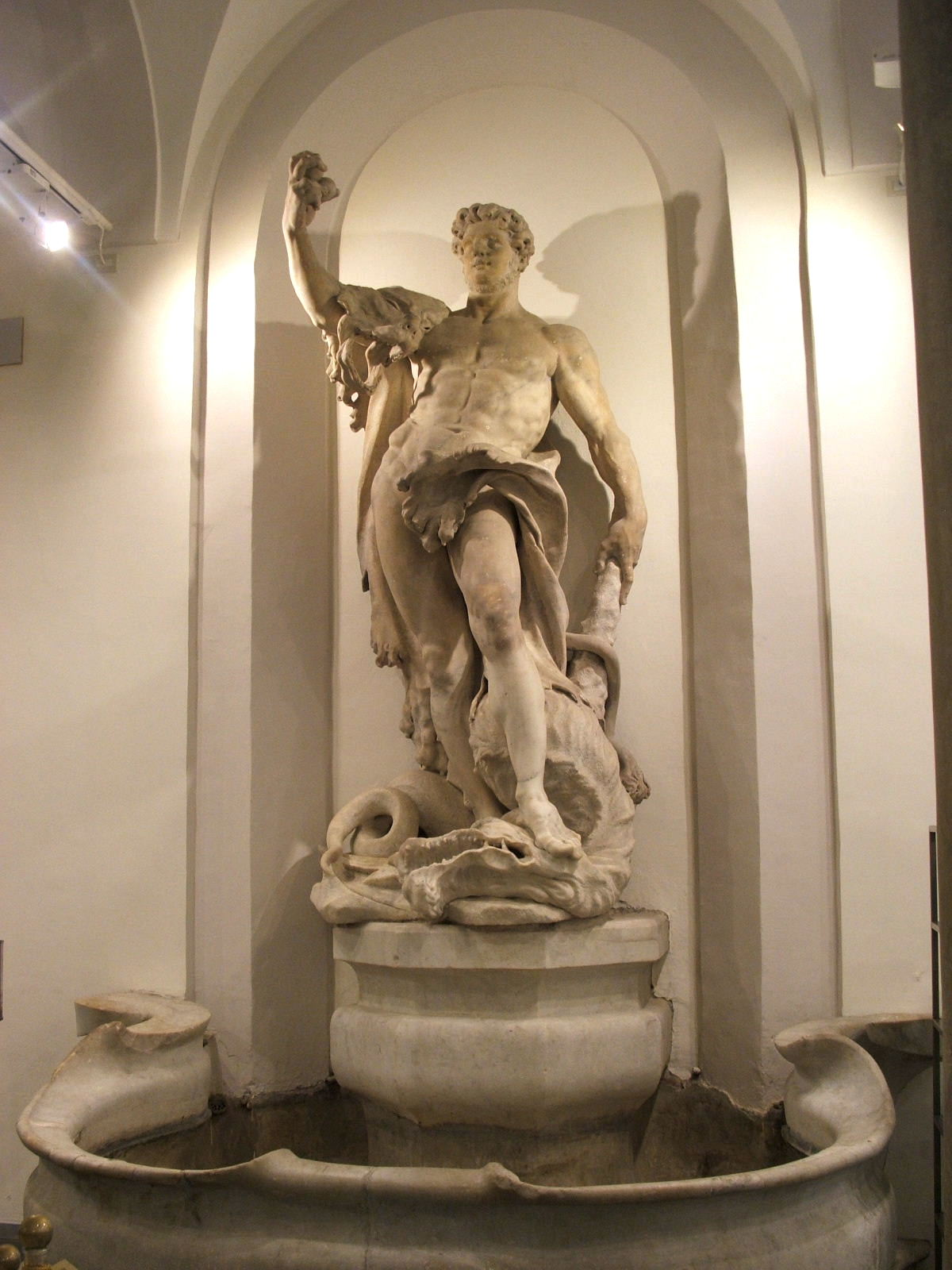
Filippo Parodi, Ercole con i pomi delle esperidi, Palazzo De Mari, Genova
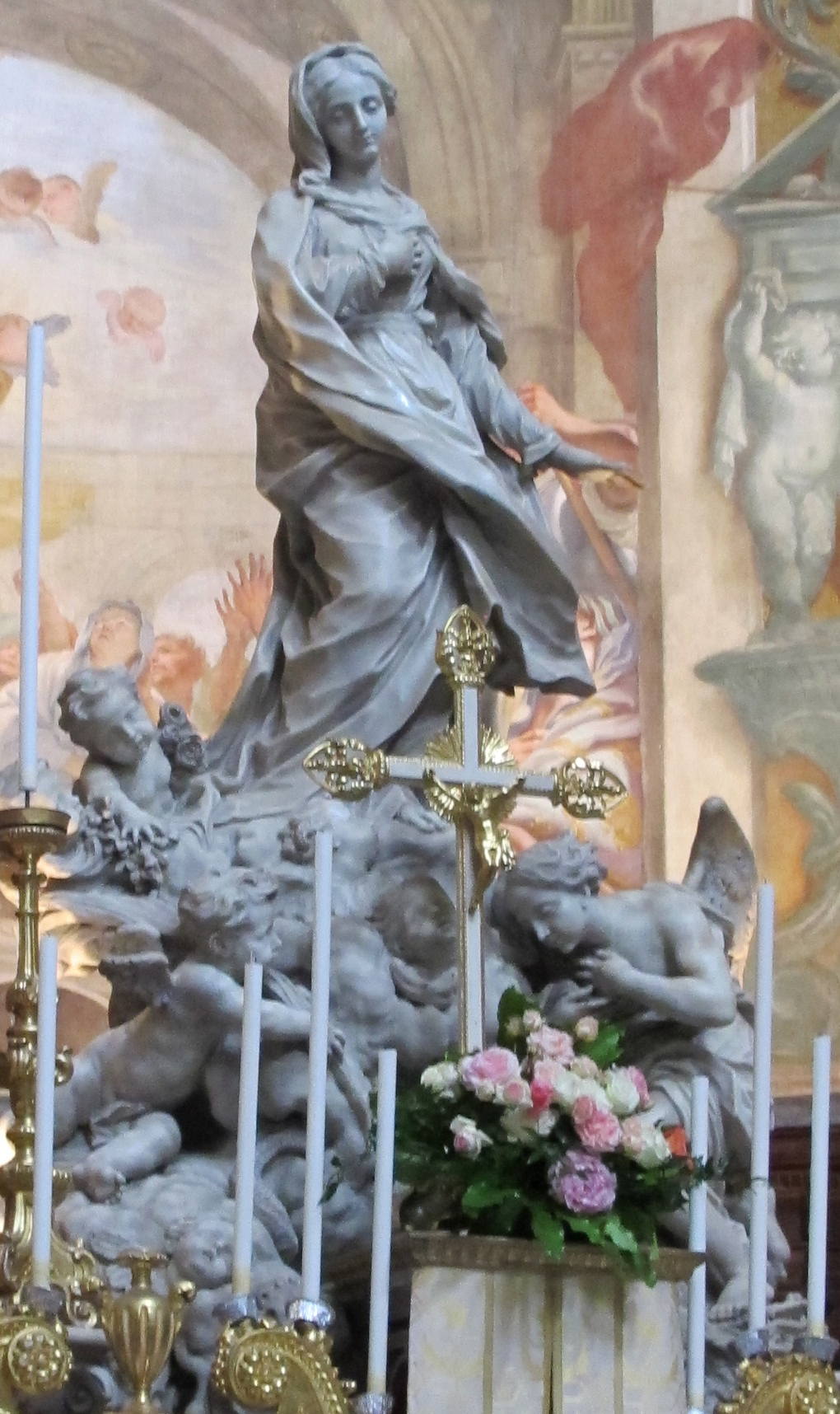
Filippo Parodi, Immacolata, Chiesa di San Luca, Genova
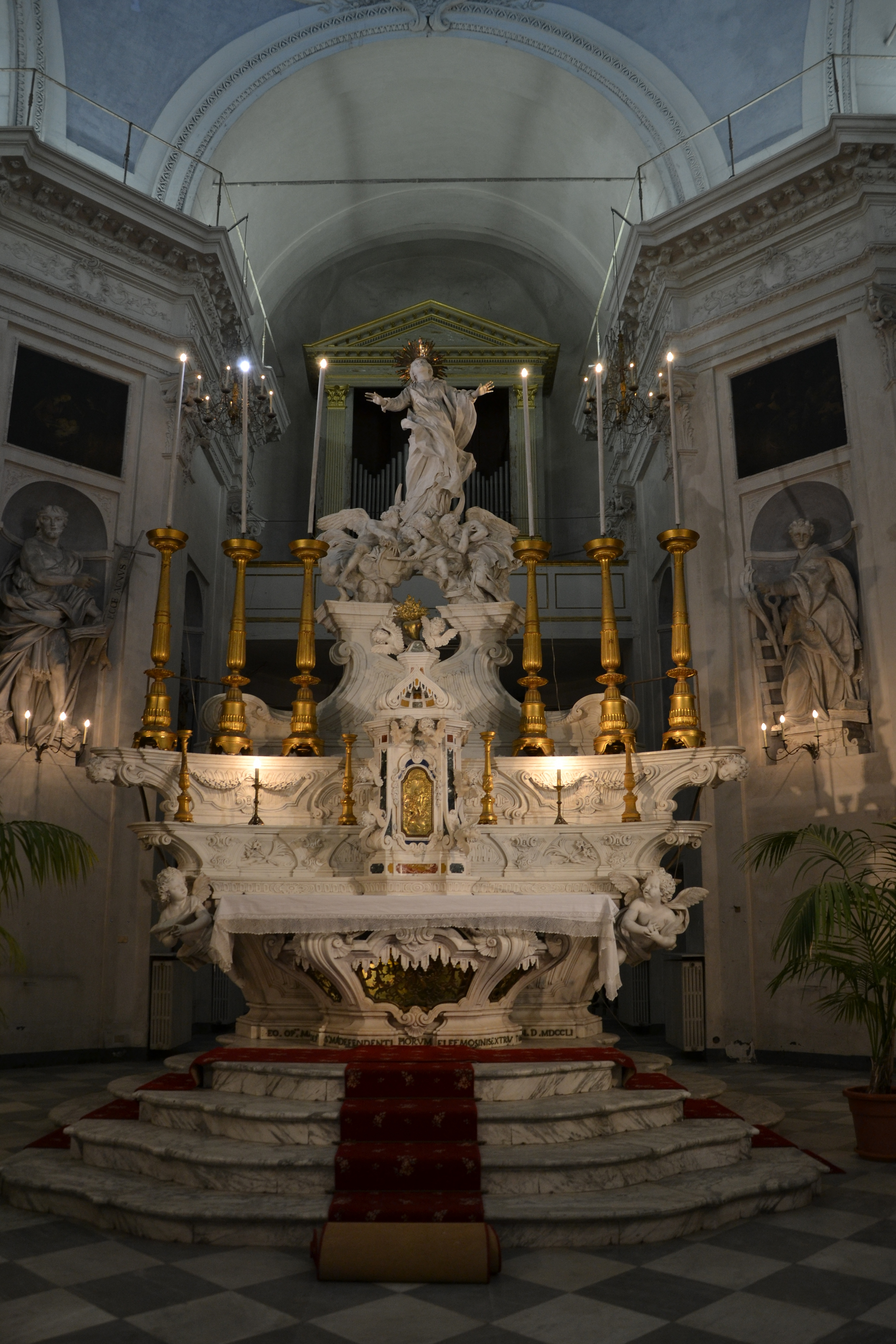
Pierre Puget, Altare dell'Immacolata, Chiesa dell'Albergo dei Poveri, Genova

Bartolomeo Bianco, Palazzo dell'Università di Genova, cortile

## Architettura
La seconda metà del Cinquecento, grazie all'eccezionale prosperità economica della Repubblica genovese, fu un'epoca fecondissima dal punto di vista architettonico, i cui vertici sono rappresentati dall'infilata di palazzi della neonata Strada Nuova, dalle numerose ville suburbane e dalle quattro maggiori chiese di Genova dopo la cattedrale: Santa Maria Assunta di Carignano, San Siro, il Gesù, la Santissima Annunziata del Vastatoː tutte opere documentate da Rubens nel suo Palazzi di Genova, pubblicato ad Anversa nel 1622 e corredato delle piante e degli alzati di tutti gli edifici, ritenuti modelli esemplari di architettura.
Nel Seicento sarà Bartolomeo Bianco il principale interprete in campo architettonico, principalmente impegnato nell'apertura di una nuova strada, l'odierna Via Balbi, a partire dal 1618, dando vita ad un nobile quartiere residenziale con la costruzione di sette palazzi - di proprietà dei Balbi - oltre al collegio dei Gesuiti e alla chiesa intitolata ai santi Vittore e Carlo. Di grande effetto scenografico sono in particolare il prospetto con le due grandi ali del palazzo Durazzo-Pallavicini, l'articolata struttura di palazzo Balbi-Senarega, dove creò un doppio piano nobile per i fratelli committenti Giacomo e Pantaleo Balbi, ma soprattutto il Collegio dei Gesuiti, attuale palazzo dell'Università di Genova, considerato il suo capolavoro. In esso l'architetto s'ispirò al palazzo Doria-Tursi di Giovanni Ponzello, riuscendo ad ottenere, grazie all'orografia dell'area particolarmente ripida, effetti maestosamente scenografici di sequenze di logge e scalinate.

### Le commissioni pubbliche
Fra le numerose opere pubbliche commissionate dalla Repubblica, vi fu l'elevazione della nuova più ampia cinta muraria detta delle Mura Nuove, resasi necessaria a causa delle minacce provenienti dalla Francia e dal Ducato dei Savoia. Tra il 1626 e il 1634 venne costruita dagli architetti Ansaldo De Mari e da Giambattista Baliani con un tracciato di circa venti chilometri, che andava da Carignano a Capo di Faro passando per il monte Peralto. La cinta fu completata dalla costruzione di porte monumentali, di cui oggi resta la ricostruita Porta Pila.

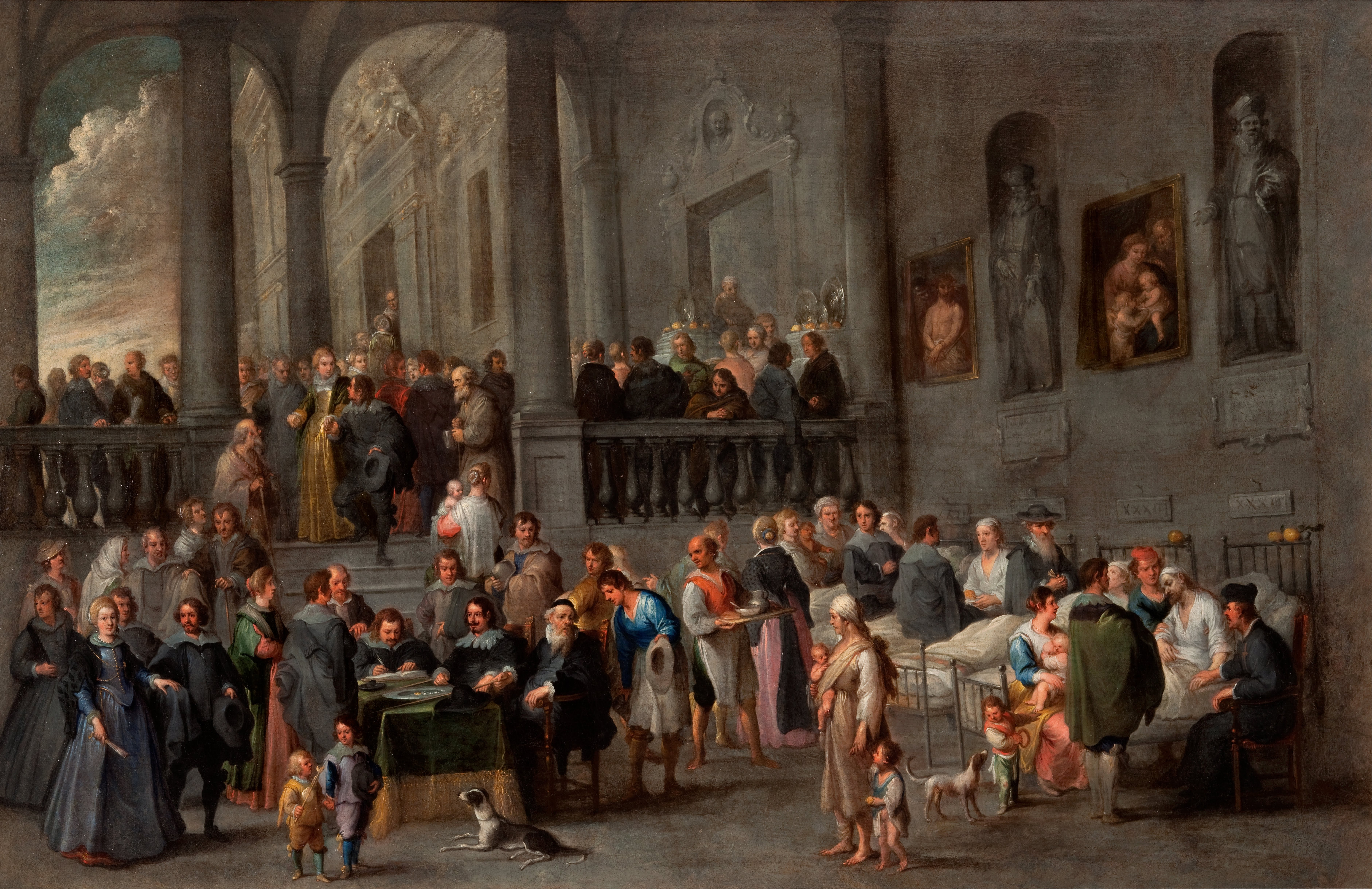
Cornelis de Wael, Ospedale di Pammatone, Genova, Palazzo Bianco

La maggiore opera pubblica del XVII secolo fu l'elevazione dell'Albergo dei poveri, la cui costruzione fu diretta da Emanuele Brignole, mentre il progetto fu affidato ad una deputazione di quattro architetti, Gerolamo Gandolfo, Antonio Torriglia e Pier Antonio Corradi insieme a Giovan Battista Ghiso. La costruzione, avviata durante l'epidemia di peste del 1656, è ispirata all’Ospedale Maggiore di Milano del Filarete (1451), con una pianta a croce greca iscritta in un quadrato, il cui centro è occupato dalla chiesa. Benché i primi ospiti entrassero già nel 1664, la costruzione proseguì con il contributo dello scultore marsigliese Pierre Puget, autore della statua dell’Immacolata tuttora sull’altare maggiore, che potrebbe avere contribuito anche al disegno della facciata. In essa, l’uso dell’ordine gigante su un alto zoccolo a bugnato non ha precedenti a Genova ma rimanda alla cultura barocca di matrice berniniana.
Risale alla seconda metà del Settecento l'ampliamento dell'Ospedale di Pammatone, affidata all'architetto lombardo Andrea Orsolino. L'edificio, come altri importanti edifici pubblici quali l'Albergo dei poveri e la loggia del mercato di Piazza Banchi, conservava una vasta galleria di statue a figura intera raffigurante i membri del patriziato che con donazioni e lasciti contribuivano alla costruzione e al mantenimento di queste istituzioni.